# Spar
Spar (Eigenschreibweise SPAR) ist der weltweit größte freiwillige Zusammenschluss von Händlern zu einer Handelskette, die unter gleichem Namen und mit einheitlichem Logo auftreten, rechtlich jedoch eigenständige Gesellschaften sind (Franchise).
Der Name ist ein Akronym vom niederländischen Motto „Door Eendrachtig Samenwerken Profiteren Allen Regelmatig“ (dt.: „Durch einträchtiges Zusammenarbeiten profitieren alle regelmäßig“) auf De Spar („Die Tanne“). Daher trägt die Marke für Fleisch- und Wurstwaren im deutschsprachigen Raum den Namen Tann.
Von Anfang an in den Niederlanden erfolgreich, verbreitete sich das Modell ab Ende der 1940er-/zu Beginn der 1950er-Jahre schnell in Europa. Später wurden auch in Afrika, Ostasien und Australien Spar-Organisationen gegründet. 2019 gehörten der Gruppe über 13.620 Filialen an, die nach eigenen Angaben täglich 14,5 Millionen Kunden bedienen.

## Geschichte

Weltkarte mit aktiven Spar-Gesellschaften (in grün) sowie ehemaligen Spar-Gesellschaften (in grau), 2022

Spar wurde am 28. Juni 1932 von Adriaan van Well in Zoetermeer in den Niederlanden gegründet. Selbständige Groß- und Einzelhändler schlossen sich damals zu einer freiwilligen Handelskette zusammen.
Das erklärte Ziel dieses Zusammenschlusses war die „Konzentration der Kräfte“, die dem Druck einer immer stärker werdenden Konkurrenz entgegengestellt werden sollte. Vom Zusammenwirken dieser Kräfte sollten alle Mitglieder profitieren; die wirtschaftliche Existenz sollte sichergestellt werden.
Als erstes Land neben den Niederlanden wurden 1947 in Belgien Spar-Gesellschaften gegründet, im selben Jahr wurde der Name von Despar auf Spar gekürzt. 1952 folgte die Expansion nach Deutschland, nur zwei Jahre später Österreich und Dänemark. 1957 wurde der erste internationale Spar-Kongress abgehalten. Ziel des Kongresses war die Stärkung des losen Verbundes und der Austausch zwischen den Landesorganisationen. Zu diesem Zweck wurde 1953 die Spar International mit Sitz in Amsterdam gegründet. 1959 war Spar bereits in neun Ländern vertreten. Mit der Lizenzvergabe nach Südafrika expandierte Spar ab 1963 nach Afrika. Ab 1977 wurde mit der Expansion nach Japan auch Asien erschlossen, 1994 folgte Australien und später Südamerika. Nach dem Fall des Eisernen Vorhangs etablierte sich Spar auch in osteuropäischen Staaten.
Aufgrund der Weiterentwicklung im Lebensmitteleinzelhandel suchte auch Spar nach neuen Vertriebslinien und erweiterte diese mit der Eröffnung des ersten Eurospar-Marktes im Jahr 1968 sowie ein Jahr später durch die Eröffnung des ersten Interspar-SB-Warenhauses. In den 1990er-Jahren wurde zudem das Convenience-Konzept Spar Express entwickelt.

### Deutschland

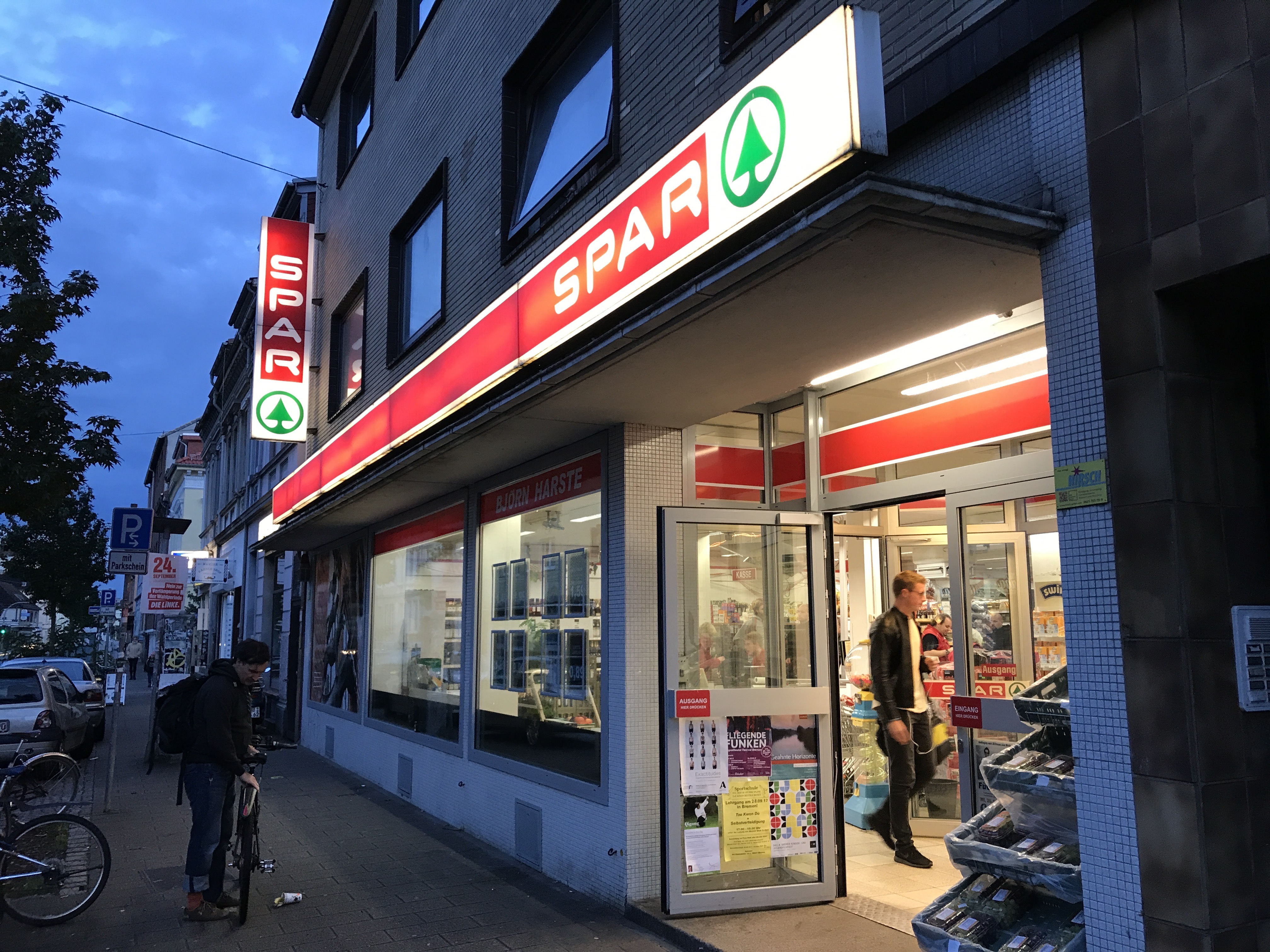
Einer der letzten seiner Art: Ein Spar-Markt in der Bremer Neustadt, seit Dezember 2018 ebenfalls Edeka

Die ersten Spar-Märkte wurden 1952 in der Bundesrepublik eröffnet, die Spar Handels AG wurde 1985 als Dachgesellschaft gegründet. Ab 1995 befand sich die deutsche Spar zunehmend in einer Krise, die eine umfassende Sanierung nach sich zog, u. a. gehörte Spar Deutschland ab 1997 zum französischen Konzern ITM Entreprises.
2005 wurde die in eine GmbH umgewandelte Gesellschaft durch die Edeka übernommen. Im Anschluss wurden alle größeren Spar-Märkte auf Edeka umgeflaggt. Einige kleinere Spar-Märkte behielten ihren Namen oder operieren unter der Vertriebslinie nah & gut. Neueröffnungen gibt es nur noch unter dem Namen und Konzept von Spar Express. Bereits 1998 hatte man sich im Rahmen der Sanierung von der Vertriebslinie Interspar getrennt und 74 Märkte an Walmart verkauft und die bei der Spar verbliebenen Interspar-Standorte auf Eurospar umgeflaggt.

### Österreich
Spar Österreich wurde von der niederländischen Sparte des Spar-Systems 1954 in Amsterdam gegründet. 1970 erfolgte der Zusammenschluss aller damaligen zehn Großhandelsfirmen zur Spar Österreichische Warenhandels-AG. Im Jahre 1990 wurde die ASPIAG (Austria SPAR International AG) gegründet, die heute ihren Sitz in Widnau in der Schweiz hat. Unter ihrer Beteiligung und fachlichen Führung entstanden in Italien, Slowenien, Ungarn, Tschechien und Kroatien eigene Spar-Landesorganisationen. Spar Österreich ist nach wie vor eigenständig und die größte Spar-Gesellschaft der Welt. Im Lebensmitteleinzelhandel hält Spar in Österreich 2021 einen Marktanteil von 36 % und ist damit Marktführer vor der Rewe International AG.

### Schweiz
Die SPAR Holding AG ist ein 1989 gegründetes Schweizer Detailhandelsunternehmen mit Sitz im sankt-gallischen Gossau. Das Familienunternehmen erwarb die Spar-Lizenz für die gesamte Schweiz von Spar International. 2016 verkaufte die Familie 60 % (mit Option auf die weiteren 40 % des Kapitals) an den irischen Sparbetreiber BWG (mit SPAR Geschäften in Irland und in England), der wiederum im Jahr 2014 von der südafrikanischen SPAR Group übernommen wurde. Diese gab im Mai 2025 bekannt, dass Spar Schweiz zum Verkauf steht.

### Niederlande

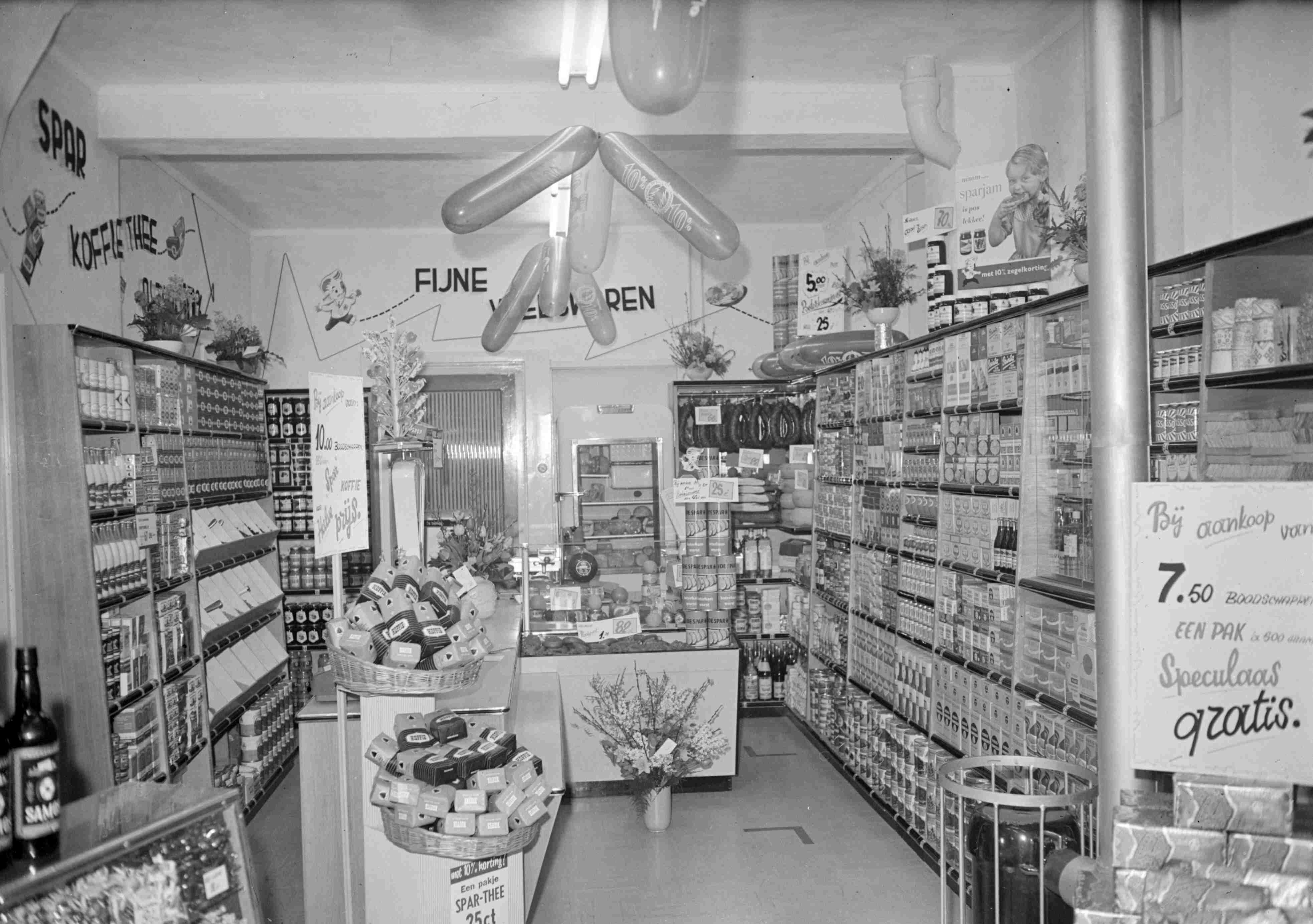
Im Inneren eines Spar-Marktes in Nijmegen, 1959

Im Ursprungsland ist Spar seit 1932 vertreten. Nach Gründung von Despar entstand 1934 durch Zusammenschluss der angeschlossenen Großhändler die niederländische Zentrale (Spar Centrale). Zuständig für die Verkaufspläne der Importeure wurde ein Vorstand einbestellt und ein Aufsichtsrat eingerichtet. 1941 wurde der nationale Despar-Verband gegründet, mit dem Ziel sich auf verschiedenen Ebenen (Ladenbesitzer, Großhändler und Zentrale) monatlich über die allgemeinen Interessen auszutauschen. In den 1960er-Jahren waren mehr als 2000 Geschäfte an die niederländische Spar angeschlossen. Um 1960 hatte Spar in seinem Gründungsland einen Marktanteil von mehr als 13 % und gehörte zu den größten Lebensmittelkonzernen des Landes. In den Folgejahren spürte man auch bei der niederländischen Spar den wachsenden Druck durch die Eröffnung von großflächigen Supermärkten, die Aufhebung der vertikalen Preisbindung im Jahr 1970 sowie beginnende Übernahmen. Auch bei der Spar selbst kam es zu Übernahmen. So fusionierten bis in den 1980er-Jahren die Großhändler zu drei Spargruppen: Die Verenigde Distributiebedrijven B.V. (kurz VDB) in Den Bosch mit acht Spargroßhändlern, das Unternehmen von Van Well in Zevenhuizen mit vier Spargroßhändlern und das Unternehmen Van Silfhout in Amersfoort. Durch die Bildung der Gruppen wurde die Zusammenarbeit auf nationaler Ebene zunehmend erschwert. Auch die Anzahl der Filialen ging zurück, so bestanden 1982 nur noch 1.937 Standorte. 

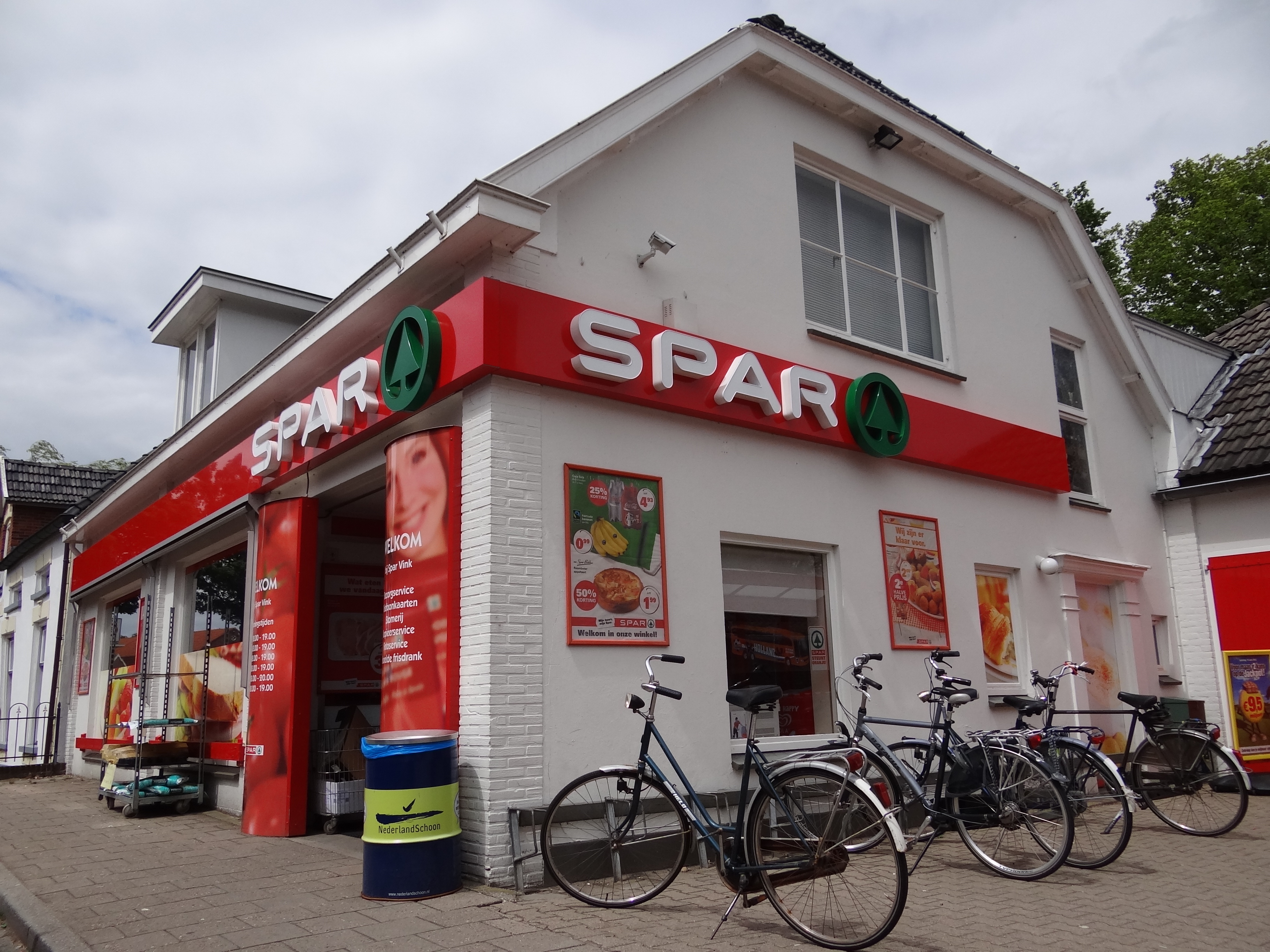
Spar-Markt in Bredevoort im Jahr 2012

Mitte 1985 konnte das Handelsunternehmen Schuitema B.V., das auf dem niederländischen Markt mit seiner Supermarktkette C1000 vertreten war, das Unternehmen von Van Well übernehmen. Zwei Jahre später verkaufte Van Silfhout seine Spar-Großhandelsgeschäfte an Unigro, mit Zusatz in Houten, zwei Jahre später übernahm Unigro zudem das Geschäft der VDB. So war die Spar-Zentrale ab 1990 vollständig in den Händen der beiden Konkurrenten. In der Folge kam es zwischen Schuitema und Unigro, die nicht zusammenarbeiten wollten. Bereits im März 1989 kam es zu einer Untersagung der Informationsweitergabe an Schuitemas Anteilsangeber Ahold. Auferlegt von der niederländischen Zentrale drohte Geschäften, die die Untersagung missachten eine Geldstrafe von einer Million Gulden pro Tag. Unabhängig von den Streitigkeiten begann bei beiden Unternehmen ein Umflaggungsprozess auf eigene Vertriebslinie. Schuitema ersetzte Spar im vollen Umfang durch andere Vertriebslinie. Der Einzelhandelsverband VDB wurde dadurch zum Spar-Einzelhändlerverband. In den 1990er-Jahren trennte sich Schuitema dann von seinen Anteilen (30 %) an der Spar-Zentrale, sodass Konkurrent Unigro alleiniger Eigentümer der niederländischen Spar wurde. Unigro selbst fusionierte im Oktober 1996 mit De Boer zu De Boer Unigro. Nach der Integration betrieb man 380 Supermärkte mit den Vertriebslinien De Boer, Cirkel, Super und Spar und hielt einen Marktanteil von über 10 %. Im Mai 1998 kam es wiederum zur Fusion von De Boer Unigro und der Vendex Food Group, im September 1998 folgte die Umbenennung in Laurus. Durch den Zusammenschluss stieg der Marktanteil des neuen Unternehmens, inklusive der Vertriebssparte Spar, auf 24 %. Die Zahl der Spar-Märkte war bis zu diesem Zeitpunkt drastisch zurückgegangen und betrug 1999 nur noch 160. Im Folgejahr wurde durch Laurus bekannt gegeben, das Spar-Geschäft in den Niederlanden zu veräußern. Neben dem niederländischen Spar-Verband interessierte sich auch die Sligro Food Group an dem Geschäft. Es folgte der Verkauf an Sperwer (Muttergesellschaft der niederländische Supermarktkette Plus), am 1. Februar 2002 konnten 90 % vom inzwischen von der Insolvenz bedrohten Unternehmen Laurus übernommen werden, 10 % hielten inzwischen die unabhängigen Spar-Kauflaute des Landes. Am 17. Mai 2005 wurde in Groningen der landesweit erste Spar Express-Markt eröffnet. 2007 wurden 45 % der Anteile an Spar von Sperwer an Sligro Food verkauft.
Der Eurospar-Standort in Putte wurde zum 8. Januar 2011 in Emté umgeflaggt. Im Januar 2012 schloss der letzte Eurospar-Markt des Landes, der sich in Westkapelle befand. An seiner Stelle eröffnete ein Spar-Markt. Anfang Januar 2018 gab die niederländische Spar das Ziel bekannt insgesamt 130 Spar Express-Märkte an Texaco-Tankstellen der EG Group auszurollen. Im Oktober 2019 wurde dieses Ziel mit der Eröffnung des insgesamt 150. Standortes in Eemnes übertroffen. Bereits im Vorjahresmonat fand die Eröffnung des 75. Standortes des Landes in Broerdijk in der Provinz Noord-Holland statt. In den Niederlanden hat Spar (Stand: 1. Februar 2025) einen Marktanteil von 30 %. Die Märkte sind dabei kleiner als 500 m². Die niederländische Spar gehört heute zu je 45 % zu Sligro Food und Sperwer sowie zu 10 % den unabhängigen niederländischen Spar-Einzelhändlern.

### Vereinigtes Königreich

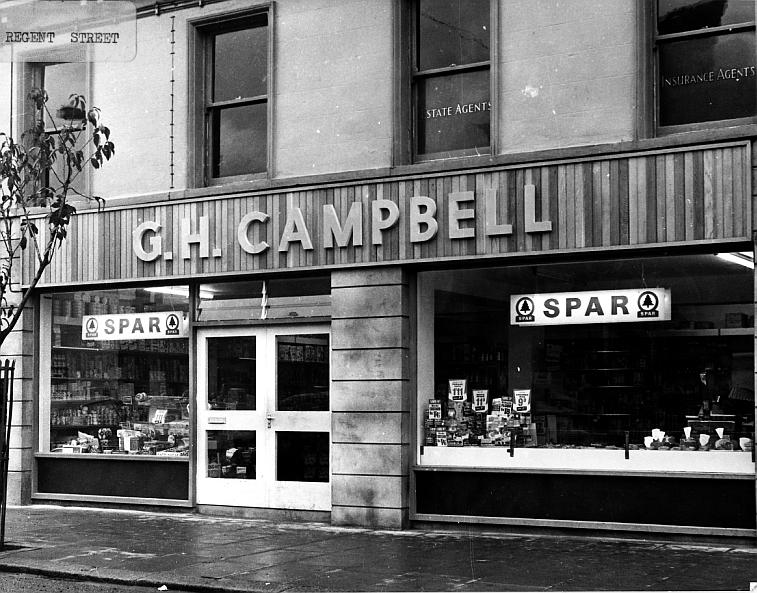
Ein alter Spar-Markt in England

1956 wurde eine erste britische Lizenz für Spar erteilt. Unter den ersten Unternehmen waren dabei die Großhandelsunternehmen Capper & Co. Ltd und James Hall & Co. Ltd. 1960 erhielt die Henderson Group für Nordirland eine Spar-Lizenz. Bereits 1966 bildeten Spar und die britische Vivo eine Partnerschaft, um eine Auflösung der Vivo verhindern zu können. 1968 trat die Appleby Westward Group der britischen Spar bei. Das Unternehmen A.F. Blakemore & Son Ltd. folgte 1975 im Zuge der Vivo-Spar-Fusion und wurde Teil der Spar National Guild Großhandelslieferant für die West Midlands. Auch das Unternehmen CJ Lang & Son Limited kam über die Vivo zur Spar und belieferte Märkte in Schottland. Nach der Fusion mit der Vivo war die britische Spar in 29 Gilden unterteilt, hatte rund 4.200 Mitglieder und wurde von 17 Großhändlern beliefert. Zu diesem Zeitpunkt bestanden in Schottland 102 Märkte unter den Namen Spar. John Irish, damaliger Marketingdirektor und 1981 Geschäftsführer der britischen Spar, etablierte Anfang der 1980er-Jahre den Slogan „Eight till Late“ (dt.: Acht bis spät). Der erste Standort mit diesem Konzept wurde 1981 von Kent Stores in Preston eröffnet. Angelehnt an das Konzept mit längeren Öffnungszeiten und verbesserten Ladenstandards konnte sich Spar zum damaligen Zeitpunkt an die Spitze im Bereiche Convenience Store setzen.
1982 erwarb A. F. Blakemore & Son Ltd., im Zuge der Übernahme des Unternehmens Morgan Edward die Belieferungsrechte seines Spar-Gebiets in Wales. Im selben Jahr erweiterte CJ Lang sein Vertriebsgebiet ebenfalls, als man G&P Merchants (Livingston) Limited mit seinem Vertriebsgebiet von den Highlands bis nach Scottish Borders übernahm. Bis 1986 weitete James Hall seinen Betrieb auf ganz Nordengland aus. 1993 verkaufte Watson & Philip seine Spar-Tätigkeiten an andere Großhandelsunternehmen. Während die Aktivitäten in Schottland komplett an CJ Lang verkauft wurden, erhielt A.F. Blakemore & Son den Zuschlag für das Gebiet rund um den M4 motorway sowie South East England, das heute von Capper & Co. beliefert wird. A.F. Blakemore & Son wurde damit zum größten Spar-Großhändler im Vereinigten Königreich. Im Zuge der Übernahme in Schottland wurde die Spar Schottland gegründet. CJ Lang erwarb darüber hinaus 18 Norco-Supermärkte und flaggte sie auf Spar um. 1997 übernahm die irische BWG Group den Spar-Großhändler Appleby Westward. Mit der Eröffnung in Bangor und Warrenpoint im Jahr 2000 ist die Vertriebslinie Eurospar in Nordirland vertreten. Seit 2009 sind auch in Wales und im Südwesten Englands Eurospar-Märkte zu finden. Die ersten Märkte eröffneten dabei in Blaenau Ffestiniog und Dolgellau und werden von der Appleby Westward beliefert. Kurz zuvor eröffnete bereits A. F. Blakemore in Nottingham und Sheffield eigene Eurospar-Standorte. In Nordirland bestanden zu jenem Zeitpunkt bereits 18 Eurospar-Filialen. Auch drei von The Co-operative Group übernommenen Märkte in Keynsham, Liskeard und Minehead wurden bis Weihnachten 2009 als Eurospar neueröffnet und direkt von der Appleby Westward betrieben, inzwischen allerdings mangels Wirtschaftlichkeit wieder geschlossen.

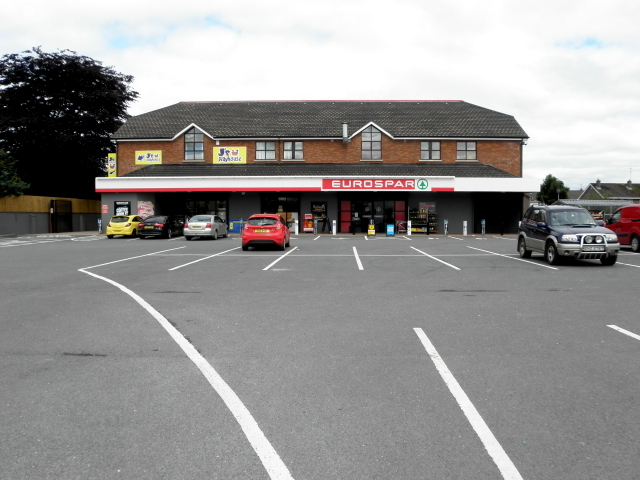
Der 50. Eurospar-Markt Nordirlands, Fintona im Juli 2016

Eine weitere Übernahme führte A.F. Blakemore & Son 2011 aus, als man den Spar-Großhändler Capper & Co. übernahm, der als Tochtergesellschaft fortbesteht. Das Vertriebsgebiet von A.F. Blakemore erstreckte sich damals von Nordwales bis East Anglia und North Lincolnshire bis zum nördlichen Rand der Themse und umfasste 664 Märkte. Das 432 Märkte umfassende Vertriebsnetz von Capper & Co. erstreckte sich vom Süden Wales über Gloucester, Oxfordshire, Sussex und Kent bis an den südlichen Rand der Themse. Im Rahmen der 80-prozentigen Beteiligung der südafrikanischen Spar-Gruppe an der BWG Group wurde auch dessen Tochtergesellschaft Appleby Westward Group 2014 Teil der Gruppe. 2016 übernahm Appleby Westward den Einzelhändler Gilllett's (Callington) Ltd, der 63 Spar-Märkte in der Appleby-Region betrieb. Mit der Übernahme betrieb Appleby Westward nun selbst über 120 Einzelhandelsgeschäfte. Am 2. Juni 2016 wurde im Fintona der insgesamt 50. Eurospar-Markt in Nordirland eröffnet. Die Henderson Group, die seit Einführung der Marke in Nordirland rund 70 Millionen Pfund in die Marke investierte, betrieb dabei 20 Märkte, während die restlichen von Franchisern betrieben wurden. Seit 2021 ist Appleby Westward zu 100 % im Besitz der südafrikanischen Spar.
Heute sind fünf Großhändler für die Belieferung und den Betrieb der Spar- bzw. Eurospar-Filialen zuständig:
- Nordengland: James Hall & Co. Ltd[25]
- Nordirland: Henderson Group[27]
- Schottland: CJ Lang & Son Limited[29]
- Südengland: Appleby Westward Group[28]
- Teile Englands und Wales: A.F. Blakemore & Son Ltd.[39]

### Irland
Nachdem drei Jahre zuvor in Nordirland Spar eingeführt wurde, eröffnete in Dublin, der Hauptstadt Irlands 1963 der erste Spar-Markt. Aus den damaligen vier Spar-Großhandelsunternehmen entstand 1973 die Brooks Watson Group, die die Lizenz für Irland fortführt. Das aus dem Vereinigten Königreich bekannte Spar-Konzept „Eight till Late“ wurde 1987 eingeführt. Im selben Jahr schloss sich die Eight till Twelve-Group der irischen Spar an. Die Vertriebsformate Eurospar und Spar Express wurden 1997 eingeführt. Der erste irische Eurospar-Standort eröffnete dabei in Lucan. Im Jahr 2014 beteiligte sich die südafrikanische Spar-Gruppe mit 80 % an der BWG Group. Seit 2021 ist die BWG Group und damit die irische Spar zu 100 % im Besitz der südafrikanischen Spar. Heutzutage (Stand: Juli 2024) sind in ganz Irland über 400 Spar-Märkte zu finden, 14.000 Menschen werden beschäftigt.

### Belgien

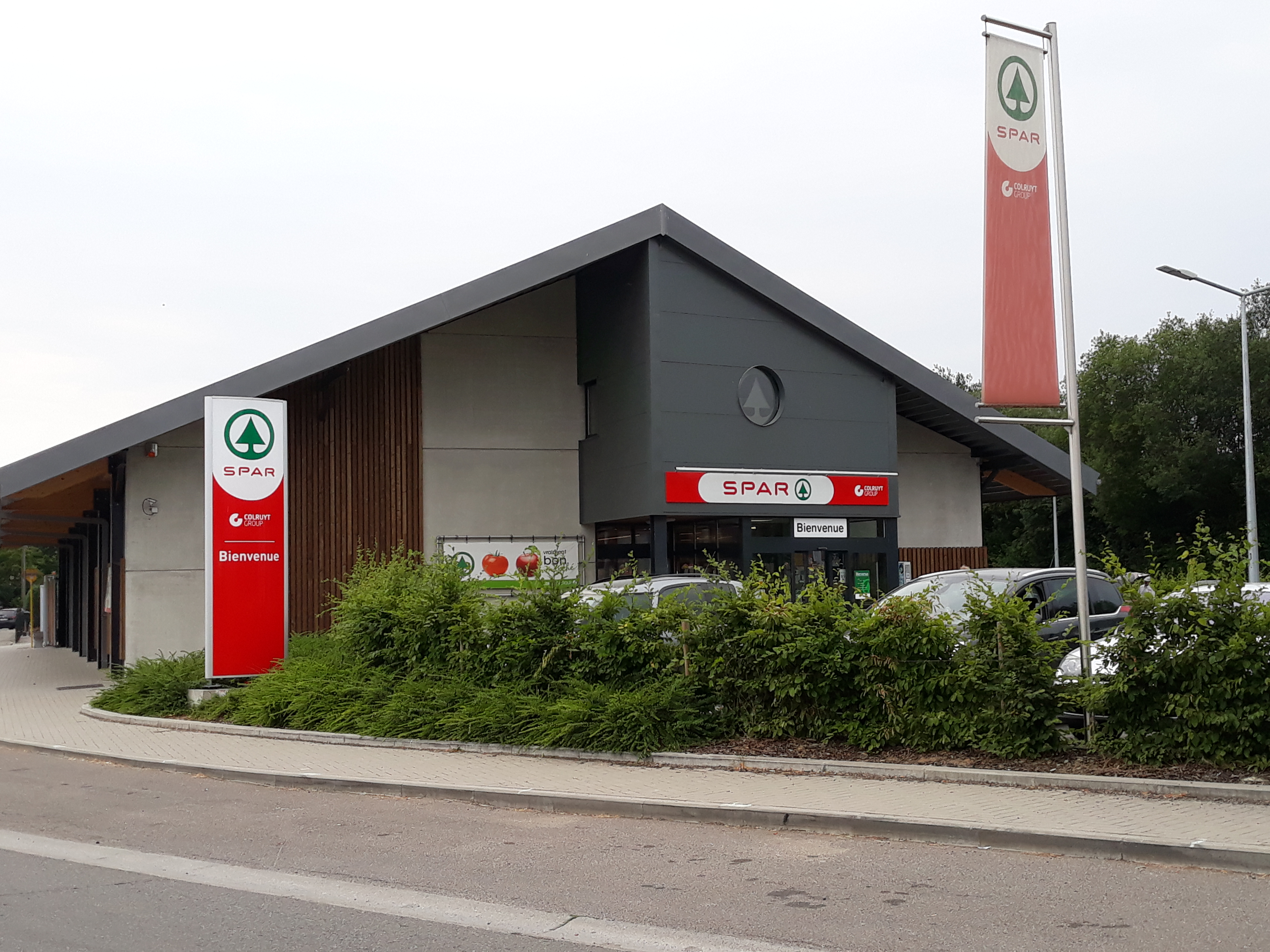
Spar-Markt (Colruyt Group) im wallonischen Clavier, 2018

In Belgien ist Spar seit 1947 vertreten. Die Gründung erfolgte dabei am 10. August 1947 Es war nach der Niederlande das zweite Land und das erste Expansionsland der Spar. Heute halten zwei Unternehmen eine Lizenz zum Betreiben von Spar-Märkten. So konkurrieren die Colruyt-Gruppe (seit 2003 Lizenznehmer) und das Unternehmen Lambrechts NV (seit 1985 Lizenznehmer). Im Zuge der Übernahme von Fransen NV aus Bree durch Lambrechts NV wurde selbiges Unternehmen 1985 Lizenznehmer.
Das Unternehmen Unidis, dass über das Unigrobel als Tochtergesellschaft zum niederländischen Konzern Unigro gehörte, übernahm im September 1990 den wallonischen Großhändler Alimo, der neben dem Betrieb der Vertriebslinie AM Discount auch Spar-Märkte in Wallonien belieferte. Mit der Übernahme gehörten zwei der drei Spar-Großhändler zu Unidis. Im Juni 1992 gab man die Reduzierung der Vertriebslinien bekannt. Die Märkte der Vertriebslinien Cirkel, Sako und Super sollten auf Spar umgeflaggt werden. Die Umstellung der Standorte begann im April 1993. Im Oktober 1996 belieferte Unidis-Alimo 500 Spar-Filialen. Nach einer Fusion und Gründung von Laurus in den Niederlanden wurden die belgischen Aktivitäten, inklusive der Spar-Mutter Unidis-Alimo ab Februar 1999 in der Laurus Belgium gebündelt. Im Juni 2001 gab Laurus bekannt die in den Niederlanden erprobte Vertriebslinie Konmar auch auf dem belgischen Markt einzuführen. Innerhalb von drei Jahren sollten die Vertriebslinien Battard, Central Cash und Eurospar auf Konmar umgeflaggt werden, die Ketten InterNattar und City Cash sollten hingegen in Spar aufgehen. Bereits Ende September desselben Jahres wurden die Pläne wieder verworfen.
Aufgrund finanzieller Schwierigkeiten beteiligte sich die französische Groupe Casino mit 37,5 % an Laurus und gab im März 2002 die Verkaufspläne der belgischen Aktivitäten bekannt, inklusive aller 400 Spar-Filialen. Im Rahmen des Verkaufs Ende April 2003 an Colruyt übernahm dieser die Spar-Lizenz von Laurus. Colruyt übernahm dabei mehr als 300 Spar-Märkte mit einer jeweiligen Fläche zwischen 300 und 700 m² sowie 22 Eurospar-Supermärkte mit einer jeweiligen Fläche, die 700 m² überstieg. Beide heutigen Lizenznehmer betreiben neben Spar-Märkten auch Standorte mit kleinerer Fläche. Während Lambrechts NV hierbei auf die Vertriebslinie Spar Express zurückgreift, hat Colruyt für Märkte, die im Durchschnitt 300 m² groß sind, die Vertriebslinie Spar Compact entwickelt, die 2015 eingeführt wurde. Zur gleichen Zeit wurden alle Eurospar-Märkte des Landes, die ebenfalls nur von Colruyt betrieben wurden, auf Spar umgeflaggt. Alle anderen Spar-Märkte erhielten ein neues Logo mit dem Zusatz der Colruyt Group, um sich vom Konkurrenten Lambrechts NV abzugrenzen. Der erste Markt mit dem modifizierten Logo, zugleich ein ehemaliger Eurospar-Markt, eröffnete am 24. März 2015 in Halle wieder.

### Frankreich

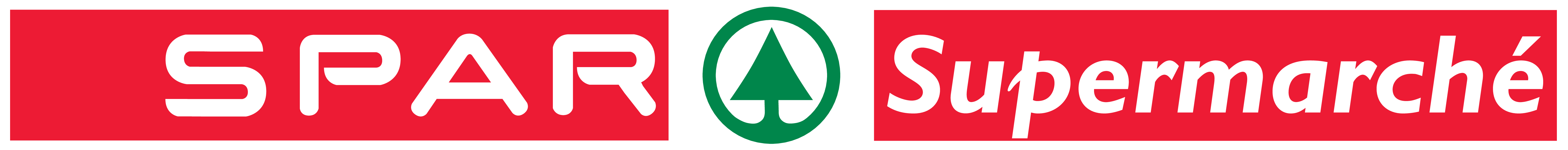
Logo der ehemaligen französischen Vertriebslinie SPAR Supermarché im Jahr 2007

Seit 1955 ist Spar auch in Frankreich vertreten. Einer der ersten Franchisenehmer war dabei die 1964 gegründete Föderation Disco (kurz für Distribution du Centre-Ouest). Eine geplante Fusion zwischen der damaligen Spar-Gruppe und Disco scheitert 1972. Über die Jahre stieg die Anzahl der Verkaufsstellen kontinuierlich. So wurden 1970 rund 5.700 Filialen beliefert, es bestand ein Landesverband, unterteilt in acht Regionen. Zu Beginn der 1980er-Jahre sank die Anzahl der Mitglieder, auch die Anzahl der Geschäfte nahm ab. 1990 übernahm das Unternehmen Médis die französische Spar, ehe 1997 die Groupe Casino durch Übernahme von Médis alleinigere Eigentümerin der französischen Spar wurde. 1995 betrieb man 560 Standorte, darunter 32 Supermärkte und erwirtschaftete einen Umsatz von rund 500 Millionen Franken. Im Zuge der Übernahme durch Casino wurden alle Convenience-Stores der Gruppe auf Spar umgeflaggt. Zu Beginn wurden dabei zwischen zwei Vertriebsstrukturen unterschieden. Unter der grünen Linien fasste man die Vertriebstypen Spar Marché (70 bis 200 m²), Spar (200 bis 400 m²) und Spar Atout'heure (150 bis 350 m²) zusammen, während die rote Linie dem Vertriebstyp Spar Supermarché (400 bis 800 m²) vorbehalten war. 2003 wurden in der grünen Linie 550 Märkte betrieben, während die rote Linie 80 Filialen umfasste. Inzwischen flaggen alle Standorte als Spar. Auf Korsika konnte 2019 darüber hinaus in Ajaccio der erste Eurospar des Landes eröffnet werden, der danach jedoch auf Casino Supermarché und inzwischen auf Auchan umgeflaggt wurde. 2022 betrieb die SPAR France SAS 920 Filialen. Mitte Januar 2025 wurde der Wechsel des Franchisers Puig & Fils von der Groupe Casino zur Groupe Carrefour bekannt. In diesem Zuge werden die zuvor als Spar betriebenen Märkte von Puig & Fils seit dem 1. Februar 2025 auf Carrefour-Vertriebslinien umgeflaggt. Anfang März 2025 wurde mit dem Ausstieg von Magne der Weggang des nächsten großen Franchisenehmers bekannt. Magne betreibt im Südwesten und Südosten Frankreichs rund 83 Filialen, darunter auch Spar-Standorte, die nun vor der Schließung stehen. Im Schnitt besitzen Spar-Märkte in Frankreich eine Fläche zwischen 250 und 500 m². Der größte Anteil des Filialnetzes befindet sich (Stand: Februar 2025) im Südwesten des Landes (29 %), gefolgt vom Norden (22 %) und der Mittelmeerküste (20 %). Dabei werden die Filialen mit 95 % fast ausschließlich von selbstständigen Franchisenehmern bzw. Kaufleuten geführt.

### Italien

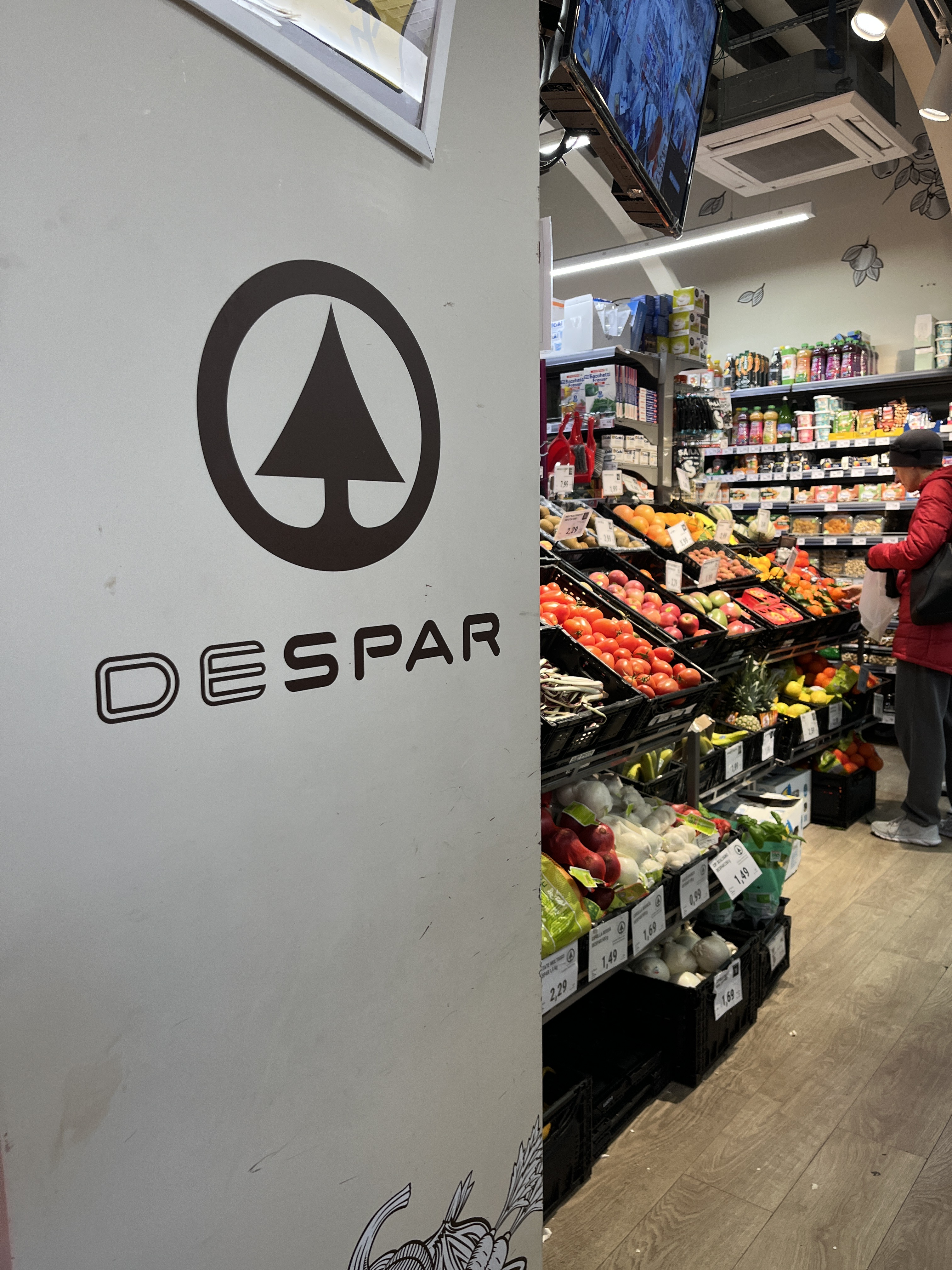
Innenansicht eines Despar-Marktes in Venedig im Januar 2023

Auch heute ist Spar noch als Despar in Italien vertreten. Dabei treten sechs Unternehmen in 17 verschiedenen Regionen als Konsortium auf. Eine erste Lizenz wurde dabei 1959 erteilt, ein Jahr später folgte die Eröffnung des ersten Marktes. Gründungsmitglied war u. a. das Unternehmen Ceda Spa (Centro Emiliano Distribuzione Alimentari). Als ein weiteres Unternehmen trat Sadas 1960 dem Konsortium bei. Damals umfasste das Geschäftsgebiet des Unternehmens nur den nördlichen Teil der Provinz Mailand sowie einen Teil der Provinz Varese. Das Unternehmen Amonn Food aus Bozen trat 1961 dem Konsortium bei. 1962 wurde die Spar Centrale Italiana gegründet, die 1968 zum Consorzio Despar Italia wurde. Ebenfalls 1962 wurde das Verteilungszentrum in Sankt Jakob/Bozen eröffnet, 36 Mitarbeiter wurden beschäftigt. Ein Jahr später eröffnete der erste Despar-Markt in Südtirol. Im selben Jahr eröffnete Ceda in Reggio nell’Emilia den ersten Supermarkt. Die Provinz Como wurde 1964 Teil des Vertriebsgebiets von Sadas, 1968 dann die Provinz Sondrio. Ein weiteres Mitglied trat 1971 dem Konsortium bei, das Unternehmen Cadla.
In den 1970er- und 1980er-Jahren eröffneten auch in Italien Eurospar- und Interspar-Märkte. So wurde 1985 in Bozen der erste Eurospar-Markt Südtirols eingeweiht. Während bereits 1981 das Geschäftsgebiet von Sadas auf die südlichen Provinzen Asti, Cuneo, Piemont und Turin erweitert wurde, folgten 1986 die Provinzen Cremona, Massa Carrara, La Spezia, Parma, Pavia und Piacenza. Im Folgejahr trat das Unternehmen Cavamarket SpA der italienischen Spar bei. Es erhielt die exklusiven Nutzungsrechte der Marke Spar für die Region Kampanien. Amonn Food wurde 1991 durch die ASPIAG-Gruppe übernommen, das Geschäft in Südtirol gehört inzwischen zur Tochtergesellschaft Despar Nord. Die Gruppo Tuo wurde 2002 Teil des Konsortiums.
2006 waren zwölf Unternehmen der Partner der Despar in Italien:
- Aligrup in Sizilien
- ASPIAG für Friaul-Julisch Venetien, Trentino-Südtirol und Venetien
- Cadla in Latium und der Toskana
- Cavamarket in Kampanien
- Ceda in Emilia-Romagna
- Fiorino in Sizilien
- Gam in Kalabrien
- Gruppo 6 GDO in Sizilien
- Ipa Sud in Apulien
- Nordingros auf Sardinien
- Sadas in Aostatal, Lombardei, Ligurien und Piemont[74]
- Tuo in Latium (Provinz Rom)

Durch die Gesellschaften war Despar in 18 von 20 Regionen des Landes vertreten.
Ende Juni 2012 kam es zu einem Wechsel im Nordwesten des Landes. So wechselte Sadas zur Unes-Gruppe. Das Unternehmen Alco aus Brescia, das zu Jahresbeginn Mitglied bei der Despar wurde, flaggte zu diesem Zeitpunkt die Filialen von Dimeglio auf Despar und Eurospar um. Die Gruppo Tuo schied im Zuge der Übernahme des Coop Italien-Discounters Dico 2013 aus der Despar-Gruppe aus. Im Gegenzug der Discounterübernahme verkaufte man die damals 54 bestehenden Despar- und Ingrande-Filialen an die Coop. Das italienische Kartellamt stimmte dem Vorhaben Ende Juni 2013 zu. Im Folgejahr schlossen sich die bis dato eigenständigen Gesellschaften Cannillo, Gam SpA und Ipa Sud zu Maiora zusammen. Gleichzeitig begannen Verkaufsspräche zwischen Conad-Gesellschaften und Cadla bzw. dessen Tochtergesellschaft Duegi, die für den Betrieb der damals 36 Filialen unter Despar-Vertriebslinien zuständig war. Hintergrund war eine finanzielle Krise des Unternehmens. Am 22. Juni 2014 wurde der Verkauf von 14 bis 15 Standorten an Conad Tirreno bekannt, acht bis zehn Filialen gingen an Conad Umbria. Ein Teil der betroffenen Despar-Standorte schloss dabei am 18. August 2014. Bei einer öffentlichen Versteigerung im April 2015 erhielt das Einzelhandelsunternehmen Gmf, das u. a. Emi-Märkte betreibt, den Zuschlag von 15 weiteren Filialen. Für elf davon konnte am 29. Dezember 2015 der Kaufvertrag unterschrieben werden. Durch den Rückzug Auchans aus Italien wechselte die Centro 3A S.p.A. (auch als Gruppo 3A bekannt) zum 1. Januar 2020 zu Despar und flaggte die 110 Standorte zwischen dem 2. Januar und 20. Februar 2020 auf Despar-Vertriebslinien um.
2021 wurde Despar offiziell eine historische Marke von nationalem Interesse und wurde in das spezielle Register eingetragen. 2024 erwirtschaftete Despar in Italien einen Umsatz von 4,5 Milliarden Euro. Es wurden insgesamt 1.323 Märkte betrieben, wovon 912 von selbstständigen Kaufleuten geführt wurden, während es sich bei den restlichen 411 Märkten um sogenannte Regiemärkte handelte. Als größte Vertriebslinie fungierte dabei Despar (859 Märkte insgesamt, davon 719 als Franchisemärkte), gefolgt von Eurospar (265 Märkte insgesamt, davon 182 als Regiemärkte), Despar Express (109 Märkte, davon 108 als Franchismärkte) und Interspar (90 Märkte insgesamt, davon 88 als Regiemärkte). In den Logistik- und Bürostandorten sowie den Regiemärkten beschäftigte man 11.869 Mitarbeiter. In ersten vier Monaten 2025 wurde die Eigenmarke S-Budget landesweit eingeführt. Zuvor war die ursprünglich von der Spar Österreich entwickelte Eigenmarke in einzelnen Region des Landes bereits erhältlich.
Heute (Stand: Februar 2025) bestehen folgende sechs Gesellschaften:
| Despar-Gesellschaft | Abgedeckte Regionen                                                                                          | Lizenznehmer                                      | Anzahl Märkte | Teil des Consorzio Despar Italia seit |
| ------------------- | --- | ------------------------------------------------- | ------------- | ------------------------------------- |
| Despar Centro Sud   | Abruzzen, Apulien, Basilikata, Kampanien, Kalabrien, Latium und Molise                                       | Maiora S.p.A. SB                                  | 416           | 2014                                  |
| Despar Messina      | Messina (Stadt und Provinz)                                                                                  | Fiorino S.r.l.                                    | 22            | 1979                                  |
| Despar Nord         | Emilia-Romagna, Friaul-Julisch Venetien, Lombardei (ohne die Provinz Varese), Trentino-Südtirol und Venetien | Aspiag Service S.r.l                              | 550           | 1965                                  |
| Despar Nord Ovest   | Aostatal, Ligurien, Piemont und die Provinz Varese                                                           | Gruppo 3A                                         | 124           | 2021                                  |
| Despar Sardegna     | Sardinien | SCS Supermercati Consorziati Sardegna S.c. a r.l. | 71            | 2017                                  |
| Despar Sicilia      | Sizilien (Provinzen Agrigent, Catania, Caltanissetta, Enna, Palermo, Ragusa, Syrakus und Trapani)            | Ergon S.p.A.                                      | 140           | 2015                                  |

### Malta
Die Azzopardi-Gruppe erhielt 2016 von der internationalen Spar eine Lizenz für den europäischen Inselstaat. Am 12. Juni 2018 eröffnete in Marsaxlokk der erste Standort, geplant waren damals bis 2025 insgesamt 23 Filialen, darunter auch Interspar-Märkte zu eröffnen. Mit der Eröffnung in San Pawl il-Baħar im Oktober 2023 waren neun Filialen umgesetzt.

### Spanien

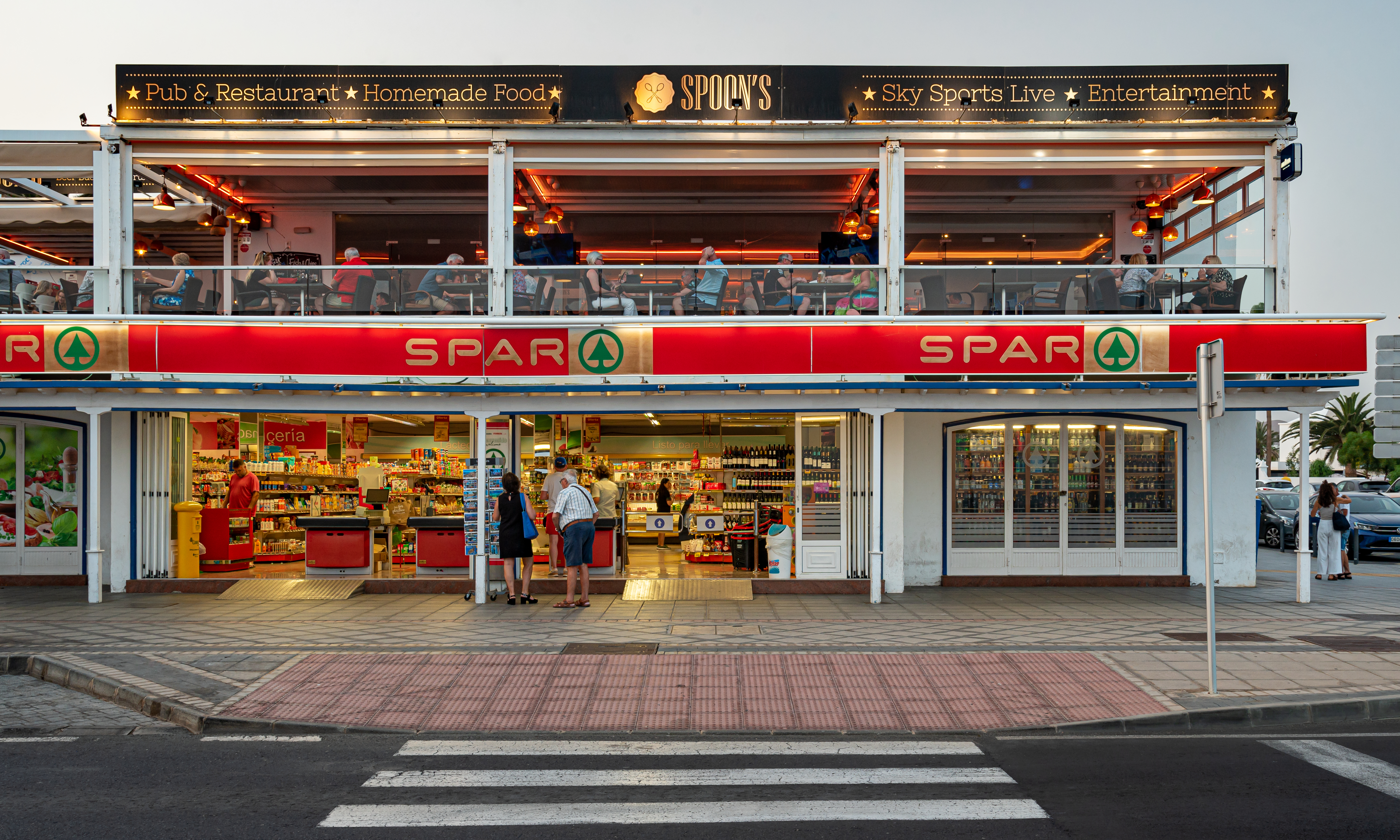
Spar-Markt auf Lanzarote, 2023

Der spanische Markteintritt erfolgte im Jahr 1959, als erster freiwilliger Zusammenschluss von Einzelhandelskaufleuten des Landes. Die SPAR Española, mit Sitz in Barcelona, fungiert dabei als nationale Organisation, der heute 13 Vertriebszentren angeschlossen sind. Diese Zentren werden wiederum von eigenständigen Unternehmen geleitet, die zudem für eine oder mehrere Regionen als einziger Spar-Partner auftreten. Ende 1960 bestanden 31 solcher Zentren, die wiederum 2.227 Einzelhändler belieferten. Die Zentren deckten 70 Prozent des Landes ab. 1961 belieferte Spar mit rund 300 die Hälfte der damaligen 600 Selbstbedienungsläden des Landes. Weitere Expansionen waren u. a. 1981 auf La Palma mit der Eröffnung des ersten Franchise-Markts und 1983 mit dem ersten Regiemarkt von Spar La Palma, das zur Tomás Barreto S.A. gehört, zusehen. 1986 entstand die Excluib S.A., die ihr Zentrum auf Ibiza hat und daneben auch für Formentera zuständig ist. Ebenfalls im Jahr 1986, genauer gesagt im Oktober 1986 entstand die Cencosu-Gruppe, die sich später der Spar anschloss und auf Gran Canaria aktiv ist. Spar Tenerife wird als Marke von der am 29. Juni 1990 gegründeten Agrucan S.L. gehalten, die ersten Märkte eröffneten dabei ab September 2001. Agrucan ist neben Teneriffa auch für La Gomera und El Hierro zuständig. 1993 kam es auf Einkaufsebene zum Zusammenschluss zwischen den Unternehmen Centra, Spar Española und Selex Ibérica zur Grupo Euromadi. Zwei weitere Unternehmen schlossen sich in den 1990er-Jahren der Spar Española an: 1996 wurde Padilla Supermercados Partner auf Fuertaventura, 1998 folgte die heutige Supermercados Marcial S.L. und ist auf Lanzarote aktiv. Mit einem Umsatz von 1,056 Milliarden Euro konnte 2004 erstmals mehr als eine Milliarde Euro Jahresumsatz erzielt werden. 2008 erwarb die Einkaufsgemeinschaft Grupo Euromadi 25 Prozent an den Anteilen von Spar Española erworben und ist damit der größte Anteilseigner am Unternehmen.
Im Sommer 2012 schloss sich die Grupo Upper der Spar Española an. Es folgte die Umflaggung der zuvor u. a. als Supermercado Upper und Autoservicio Upper firmierenden Märkte auf die Spar-Vertriebslinien. Eine im Oktober 2012 getroffene Vereinbarung zwischen Roges Supermercats aus Barcelona machte Spar-Partner Miquel Alimentació zum exklusiven Lieferanten der damals 17 Roges-Supermärkte, dessen Umflaggung auf Spar folgte ab Februar 2013. Die Sociedad Ignacio de Las Cuevas, auch als Grupo Cuevas bekannt, mit Sitz in Ourense schloss sich im Februar 2015 der spanischen Spar an, eine Umflaggung der eigenen Geschäfte sollte folgen. Mit dem Verlust des Partners von Dispreu Logística (bis 2010: Domingo Marqués) verlor Spar 2016 zeitgleich Menorca als Vertriebsgebiet. Im Januar 2017 wurde der weltweit erste Spar Natural-Standort in Arguineguin eröffnet. Die spanische Spar ist bis heute (Stand: Mai 2025) die einzige Spar-Gesellschaft, die unter Spar Natural Biomärkte betreibt. Seit dem 10. April 2018 ist das Unternehmen wieder in Aragonien vertreten, nachdem Fragadís zuvor das aus Huesca stammende Unternehmen Salinas gekauft hatte und die Märkte ab Mai 2024 auf Spar umflaggte. Das Familienunternehmen der Familie Soriano Buforn mit Sitz in Villajoyosa wurde im September 2018 ebenfalls durch Fragadís übernommen. Zu diesem Zeitpunkt betrieb die Familie Soriano Buforn 57 Märkte in Alicante und Valencia unter der Marke Masymas, die auch weiterhin von anderen Unternehmen genutzt wird. Ab April 2019 wurden die übernommenen Märkte sukzessive auf Spar umgeflaggt. Im Jahr 2024 wurden mehr als 17.000 Mitarbeiter beschäftigt, das Filialnetz wies 1.435 Standorte auf. Umgesetzt wurden insgesamt 2,409 Milliarden Euro. Im gleichen Jahr begann die Umflaggung der in Barcelona ansässigen Kette Superestalvi mit vier Standorten auf Spar, die Spar-Partner Transgourmet im Oktober 2023 übernommen hatte. Die Umflaggung erfolgte zwischen Februar und Oktober 2024. Ebenfalls im Oktober 2024 wurde der Verlust des einzigen Franchisers von Spar Teneriffa bekannt. Die Filialen des Franchisers wurden auf Suma umgeflaggt. Bis April 2025 wurde der Umflaggungsprozess aller 24 Märkte des ehemaligen Spar-Franchisers Roges Supermercats in Barcelona auf die neue Marke Condis by Roges abgeschlossen. Vorausgegangen war die Übernahme des Franchisers durch das Unternehmen Condis Supermercats, die im Juni 2024 bekannt wurde.

### Portugal
Im Jahr 2006 wurde Spar in Portugal lizenziert, Ende des Folgejahres die ersten Märkte eröffnet. Anfang 2016 bestanden 33 größere Supermärkte, davon 16 in der Region Algarve. In jener Region übernahm man im April 2016 die restlichen zwölf Standorte der verschuldeten und insolventen Ketten Alisuper, die damit komplett verschwand. Bereits 2015 wurden zehn Alisuper-Märkte an Intermarché und Pingo Doce veräußert. Insgesamt überstieg die Zahl der Filialen mit Neueröffnungen bis Juni 2016 die Marke von 100.

### Dänemark

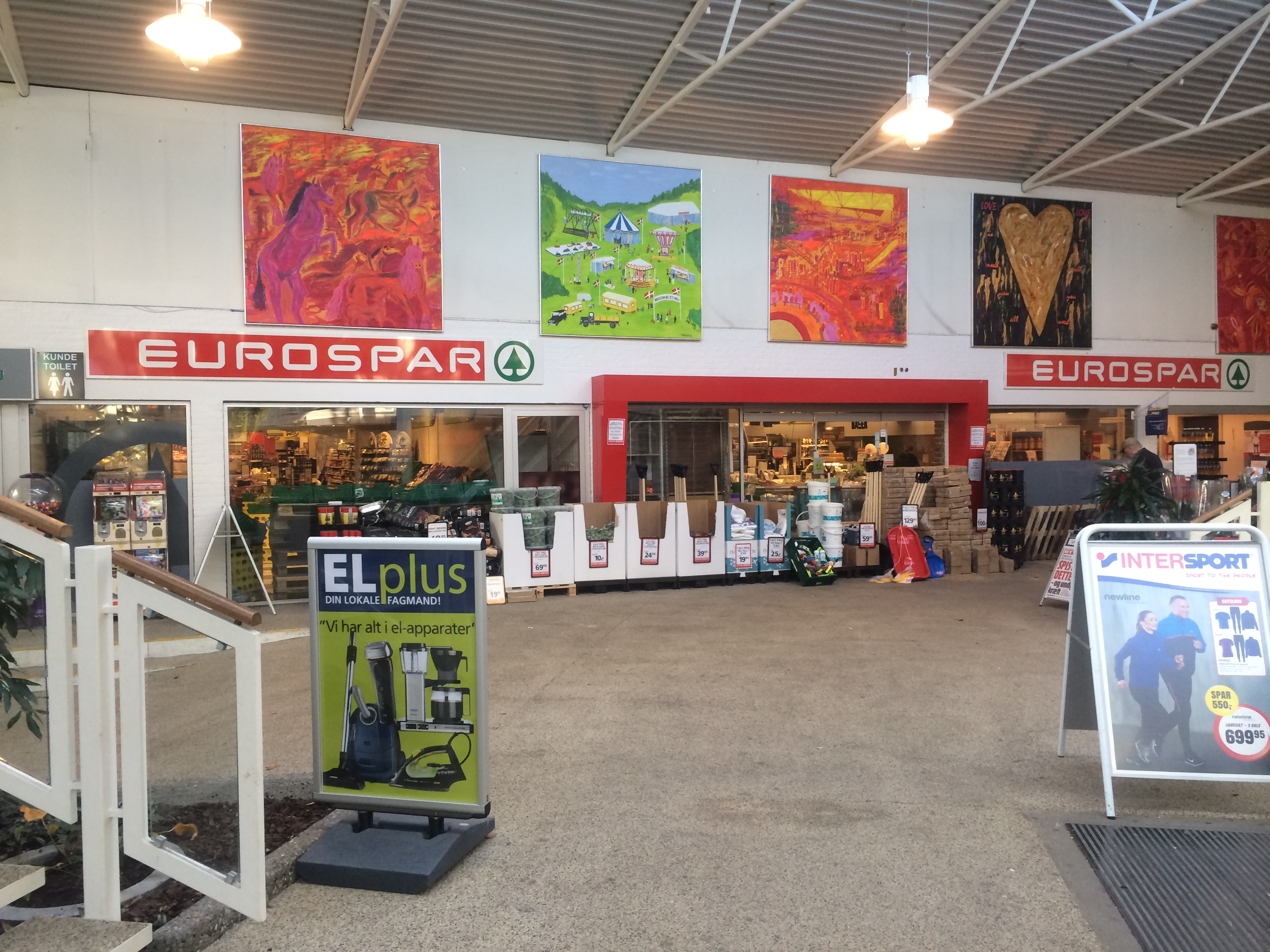
Ehemaliger Eurospar-Markt in Hadsund, 2014

Nur zwei Jahre nach dem ersten Spar-Markt in Deutschland wurde 1954 die dänische Spar gegründet. Der erste Spar-Markt, mit 16 m² Fläche entstand dabei im selben Jahr in Hjerting. Grundstein für die heutige Spar war im Jahr 2000 die Fusion von Spar mit den Ketten Super1 und Super Nærkøb. Über den Großhändler SuperGros A/S, der 2004 den Großhändler Chr. Kjærgaard erwarb, kamen bis September 2004 insgesamt 106 Märkte von 1 af De Friske und Kanongruppen zur dänischen Spar. 1 af De Friske war dabei als Nahversorger positioniert, während Kanongruppen als Supermärkte betrieben wurde. SuperGros ist als heutige Dagrofa Logistik eine Tochtergesellschaft von Dagrofa, dem Mutterkonzern der dänischen Spar. Den Rückzug der deutschen Edeka-Gruppe aus Dänemark nutze Spar, indem man 2009 mehr als 100 Märkte der Edeka Danmark-Vertriebslinien Aktiv Super und Merko übernahm und auf die Spar-Vertriebslinien umflaggte. Ab 2010 wurden in Dänemark Eurospar als Vertriebslinie etabliert. Zum Start wurden dabei am 22. April 2010 zeitgleich 18 Eurospar-Märkte eröffnet. Nach dem Einstieg der NorgesGruppen bei Dagrofa kam es zur Neustrukturierung der Lebensmitteleinzelhandelsketten im Konzern. So wurden im April 2013 vier Super Spar- und 53 ebenfalls zur Dagrofa-Gruppe gehörenden SuperBest-Märkte auf Eurospar umgeflaggt. Im Oktober 2013 wurde die Kette Min Købmand gegründet, wobei Kwik Spar und kleinere Spar-Filialen auf die neue Marke umflaggten. Im Folgemonat wurden die restlichen Super Spar-Standorte zu Spar. Am 4. September 2014 wurde bekannt, dass alle Eurospar- und SuperBest-Märkte ab Frühjahr 2015 auf die Vertriebslinie Meny umgeflaggt werden.

### Finnland

Spar-Markt in Maunula, einem Stadtteil Helsinkis im Jahr 1965

Ab 1962 war Spar auch in Finnland vertreten, der erste Markt eröffnete in Rymättylä. Grundlage war der Beitritt mehrerer Regionalgesellschaften des früheren finnischen Handelsunternehmens Tuko Oy zur Spar. 1973 verschwand Spar erstmals aus Finnland, als man die Spar-Märkte in T-Märkte umflaggte. Ab 1991 kehrte Spar erneut nach Finnland zurück, als Tuko Oy mit der Wiedereröffnung von Spar-Märkte begann, ab Ende 1993 wurde dann alle T-Märkte auf Spar umgeflaggt. Bereits im Vorjahr war Tuko Oy in finanzielle Schwierigkeiten geraten. Mitbewerber Kesko erwarb im Mai 1996 eine Mehrheitsbeteiligung an Tuko, im Juni 1996 wurde Tuko eine Tochter des Unternehmens. Der Zusammenschluss rief die finnische Wettbewerbshüter auf den Plan, da sie eine marktbeherrschende Position durch Kesko erwarteten. Die Entscheidung über den Zusammenschluss wurde an die Europäische Kommission weitergegeben. Diese verkündete im November 1996, dass der Zusammenschluss in seiner geplanten Form nicht zustande kommen darf. Kesko veräußerte daraufhin in einer von der Europäischen Kommission gesetzten Frist von sechs Monaten verschiedene Teile von Tuko an andere Unternehmen. Die Lebensmittelsparte, die zu diesem Zeitpunkt in der Suomen Spar Oy gebündelt waren, wurden am 30. April 1997 an Sentra Oy verkäuft. Sentra Oy betrieb zu diesem Zeitpunkt Supermärkte und Lebensmittelgeschäfte unter den Vertriebslinien Rabatti, Priimat und Eurospar. 1998 wurde die Sentra Oy dann in Suomen Spar Oy umbenannt. Am 1. April 1999 wurde bekannt, dass die finnische Spar bis April 2001 ihren Eigentümer wechselt. Käufer war die Axel Johnson-Gruppe.

Im Zuge der Gründung des schwedischen Lebensmittelkonzerns Axfood AB, einer Tochter der Axel Johnson-Gruppe, zu dem neben der schwedischen Spar auch die finnische Spar gehörte, fand eine Umstrukturierung in Finnland statt. Die ehemaligen Vertriebslinien Super Spar, Spar Express und Rabatti wurden zum 1. März 2001 zugunsten von Spar und Eurospar aufgegeben. Zu Beginn des Jahres 2001 betrieb die finnische Spar 11 Eurospar- sowie 314 Spar-Märkte. Des Weiteren wurde im Großraum Helsinkis ein Onlineshop für Lebensmittel betrieben. Ende 2002 war die Zahl der Spar-Märkte auf 285 gesunken, während die Anzahl der Eurospar-Märkte, die sich in Espoo und Vantaa (je zwei Standorte) sowie in Hollola, Kempele, Kemi, Lahti, Riihimäki, Rovaniemi und Ylivieska befanden, unverändert blieb. Von den Spar-Filialen wurden 68 als Regiebetriebe und der Rest von selbstständigen Kaufleuten geführt.

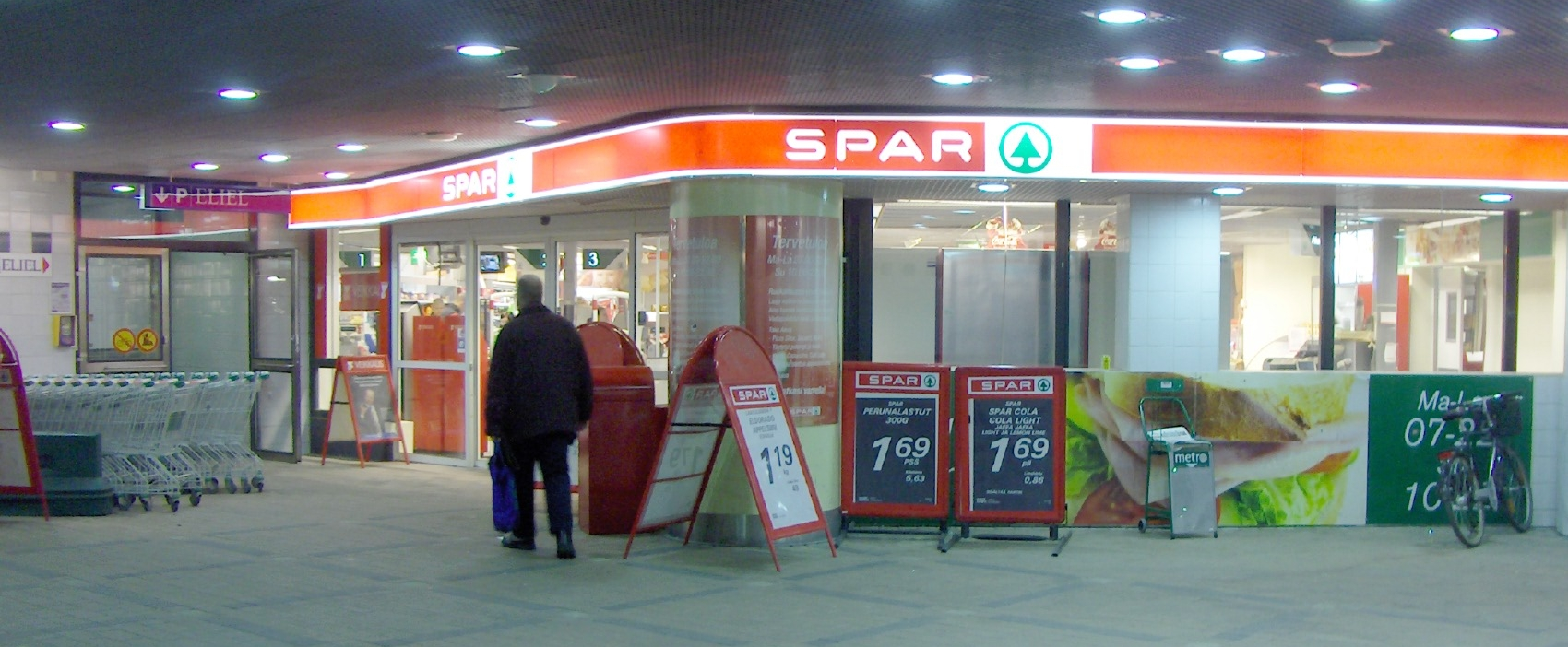
Ehemalige Spar-Filiale im Hauptbahnhof Helsinkis, heute befindet sich dort eine Filiale der Supermarktkette Alepa

Nach dem Markteintritt von Lidl kämpfte die finnische Spar mit einem Umsatzrückgang. So sank der Umsatz für Januar bis Oktober 2003 gegenüber dem Vorjahreszeitraum um 6 %. Am 7. September 2005 wurde bekannt, dass die finnische S-Gruppe die finnische Spar für 51,8 Millionen Euro übernimmt. Voraussetzung war der Weiterverkauf von gut 30 Märken an Konkurrenten. Am 12. Januar 2006 war der Kauf vollzogen, es folgte ein Squeeze-Out von Minderheitsaktionären. Ab Februar 2006 begannen Tarifverhandlungen für rund 1.000 Mitarbeiter, wobei ca. 100 Anstellungen auf den Hauptsitz abfielen und sich die restliche Anzahl von Angestellten in den Filialen auf gut 900 beziffern ließ. Am 27. März 2006 wurde bekannt, dass 217 Mitarbeiter entlassen und 29 Spar-Märkte geschlossen werden. 2007 erfolgte die Umflaggung auf die Vertriebslinien der S-Gruppe, der Eintrag für die finnische Spar-Gesellschaft erlosch mit Wirkung zum 31. März 2019.
Mitte Januar 2025 wurde bekannt, dass die Einzelhandelskette Tokmanni eine Spar-Lizenz für Finnland von der internationalen Spar erhalten hat. Geplant sei in vorerst 20 Tokmanni-Märkten die Obst- und Gemüseabteilung auf Spar umzuflaggen, wobei das Spar-Logo auch an den Außenfassaden der Märkte angebracht werden soll. In einem späteren Schritt wird auch der Aufbau eines Filialnetzes mit eigenständigen Spar-Märkten überlegt. Ziel von Tokmanni sei die Etablierung einer vierten Lebensmitteleinzelhandelskette auf dem finnischen Markt zu erreichen. Seit dem 28. April 2025 werden die ersten Spar-Produkte in den Tokmanni-Filialen angeboten. Der erste Markt ersetzte am 12. Juni 2025 als Eurospar die Lebensmittelabteilung im Tokmanni-Markt in Ylöjärvi.

### Norwegen

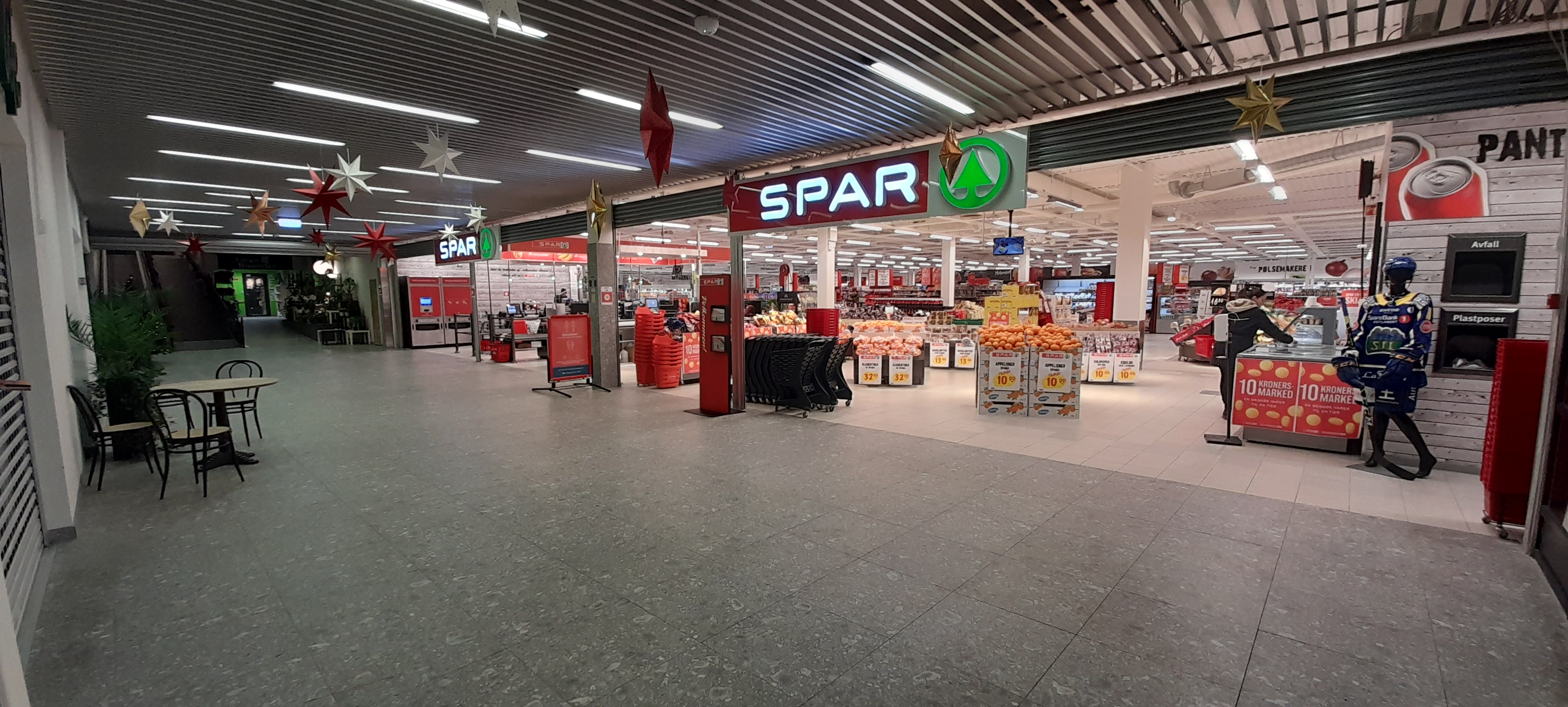
Spar-Markt in Hamar (Tettsted), 2022

Das Großhandelsunternehmen Joh. Johannson AS erhielt 1984 die Nutzungsrechte für Spar in Norwegen, allerdings eröffneten erst ab 1993 die ersten Märkte unter dem Namen Spar. Die landesweit erste Filiale eröffnete am 18. Februar 1993 in Ørsta. Die norwegische Spar wurde als SPAR Norge AS mit Hauptsitz in Oslo gegründet und besitzt sechs regionale Niederlassungen. 1996 folgte die Übernahme von 25 Märkten, hauptsächlich in Westnorwegen. Im Februar 1997 fusionierte das Unternehmen mit AKA Gruppen AS zur AKA SPAR NORGE AS. Die 28 Filialen der AKA Gruppen, die hauptsächlich in Ostnorwegen und Rogaland zu finden waren, wurden auf Eurospar umgeflaggt. 2000 erfolgte die Übernahme des Großhandelsunternehmens Joh. Johannson AS durch NorgesGruppen. Im gleichen Jahr übernahm die norwegische Spar die Kette Prima. Den ersten Markt mit Selbstbedienungskassen eröffnete man am 25. November 2012 in Drammen. Im März 2023 bestanden insgesamt 294 norwegische Spar-Filialen, wovon 174 von selbstständigen Kaufleuten betrieben werden und die restlichen 120 zu NorgesGruppen gehören. Mit einem Marktanteil von 43,5 Prozent im Jahr 2024 ist die NorgesGruppen Marktführer im norwegischen Lebensmitteleinzelhandel, vor den Konkurrenten Coop und Reitan (Rema 1000). Der Marktanteil von Spar wird im gleichen Zeitraum auf 6,3 Prozent beziffert. Damit liegt die norwegische Spar im gruppeninternen Ranking auf Platz 3 hinter Kiwi (24,1 Prozent) und Meny (9 Prozent) und vor Joker (3,1 Prozent).

### Schweden

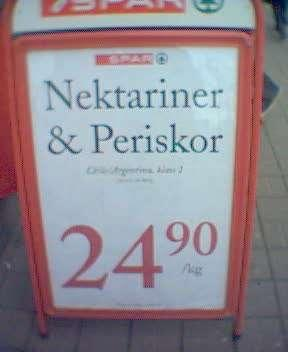
Kundenstopper vor dem ehemaligen Spar-Markt in der Kungsgatan in Norrköping im Jahr 2004

In Schweden war Spar ab 1990 vertreten. Zu Beginn flaggten die Märkte dabei als Spar Inn Lågpris (dt.: Spar Inn Niedriger Preis) mit einem eigenen Konzept. Im Zuge der Übernahme durch die Axel Johnson-Gruppe wurde 1999 die schwedische Spar in den in Gründung befindlichen Lebensmittelkonzern Axfood AB eingebracht. Daraus resultierte 2001 die Anpassung des Konzepts an die bekannten Spar-Vertriebslinien Spar und Eurospar. Zu Beginn des Jahres 2001 erzielte das Unternehmen einen Umsatz von 1,4 Milliarden SEK und beschäftigte ca. 700 Mitarbeiter. Zu diesem Zeitpunkt bestanden dabei 17 Spar Inn-Märkte, wobei zum 15. April 2001 acht Standorte auf Spar und die restlichen neun Standorte auf Eurospar umgeflaggt wurden. Märkte der Kette Vivo, die sich außerhalb Stockholms befanden wurden ab diesem Zeitpunkt ebenfalls umgeflaggt, deren Umflaggungsprozess konnte in etwa einem Jahr bis Mitte 2002 abgeschlossen werden. Auch andere Ketten wurden auf Spar oder Eurospar umgeflaggt. Dazu wurden im Juli 2001 individuelle Gespräche mit Kaufleuten innerhalb des Konzerns geführt, nachdem man am 18. Juli 2001 das Spar-Franchise-Konzept detailliert vorstellte. Zum gleichen Zeitpunkt wurde verkündet, dass zuerst in Dalsland und im nordwestlichen Teil von Götaland mit den Gesprächen und entsprechenden Umflaggungen begonnen werden soll.
Ab dem 15. April 2002 führte Spar erstmals 40 Eigenmarkenartikel. Im Juni 2002 war ein späterer Umsatz von etwa 6 Milliarden SEK geplant, bei einem Ladennetz von ca. 160 Standorten. Im November 2002 wurden 126 Spar- und Eurospar-Märkte in ganz Schweden betrieben. Am 22. April 2004 beschloss der Vorstand von Axfood AB, Spar zugunsten von Hemköp aufzugeben. Die Märkte wurden ab Oktober 2004 auf Hemköp umgeflaggt, bis Ende 2005 sollte die Umflaggung abgeschlossen werden. Bereits im Sommer 2005 konnte der Prozess abgeschlossen werden. Bis zum 1. Oktober 2004 wurde das Büro der schwedischen Spar in Göteborg geschlossen.
Ab dem 4. Oktober 2001 war die schwedische Spar mit einer eigenen Webpräsenz unter spar.se erreichbar. Sie ergänzte das Portal spar.nu, das bereits seit 1997 bestand. Über das Portal spar.nu wurde im Juni 1999 der Onlineshop Spar Direkt betrieben, über den die Bewohner am Mälaren und in Västerås aus ca. 4.000 Artikeln Lebensmittel bestellen konnten. Zu Beginn bestand ein Logistiklager bei der Spar-Schwestergesellschaft Spar Snabbgross – das Großhandelsformat von Spar Inn in Schweden, das später innerhalb der Axfood-Gruppe neu organisiert wurde – in Västerås, Mindestbestellwert war zunächst 300 SEK, eine Liefergebühr von 49 SEK wurde erst später erhoben. Weitere Lager waren in Örebro, Uppsala, Norrköping und Stockholm geplant.

### Baltische Staaten

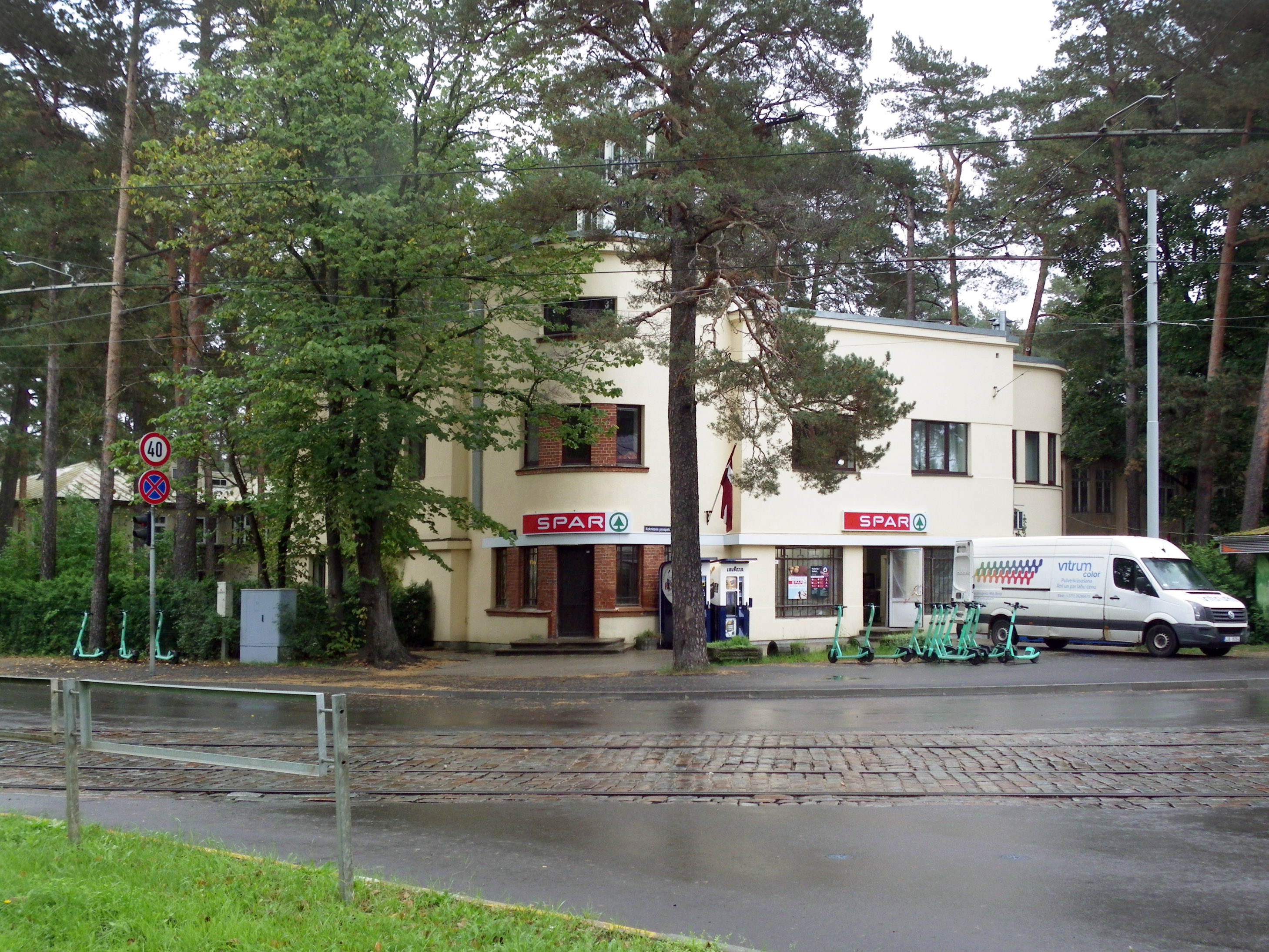
Spar-Markt im lettischen Riga, 2023

In Estland, Lettland und Litauen betrieb die 1995 gegründete Baltic Food Holding ab den 1990er-Jahren Spar-Märkte. Die estnische Spar wurde dabei 1994 als AS Estiko gegründet. Die erste Spar-Filiale eröffnete am 15. März 1996 in Tartu. Am 19. April 1998 eröffnete in Tallinn der erste Eurospar-Markt des Landes, der zur gleichen Zeit mit 1500 m² Verkaufsfläche der größte Supermarkt Estlands gewesen sein soll. Im Juni 1999 verkaufte der Haupteigentümer Estiko seine 51 % Anteile an der Muttergesellschaft an das schwedische Unternehmen Dagab, die neben Dagab auch Rema 1000-Geschäfte in Estland betrieb. Zu diesem Zeitpunkt wurden elf Spar-Märkte in Tallinn und Tartu betrieben, Spar hatte einen Marktanteil von 5 %. In der Folge wurden fünf Spar-Standorte auf Rema 1000 umgeflaggt, sechs Standorte verblieben vorerst als Spar. Im gesamten Jahr 1999 konnten in Litauen zwei Märkte, ein Spar Express und ein Eurospar eröffnet werden, sodass man zum Ende des Jahres sieben Standorte im Land betrieb, die sich alle in Vilnius befanden. Im Sommer 2000 wurden als Umsatz 1,9 Milliarden Estnische Kronen ausgewiesen, wobei eine Milliarde Krone in Estland erwirtschaftet wurde. Ab Herbst 2000 begann man Teile der Vertriebslinien Dagab und Rema 1000 auf Spar umzuflaggen. Im Februar 2001 betrug der Marktanteil auf dem estnischen Markt bereits 8 %.
Ende Oktober 2001 wurde der Verkauf von Spar angekündigt. Hintergrund waren finanzielle Schwierigkeiten des Mutterkonzerns Baltic Food Holding, die auch Auswirkungen auf die Zahlungsfähigkeit der Spar-Tochter hatten. Anfang November 2001, als man 30 Spar-Märkte in Estland, 25 in Litauen und sechs in Lettland betrieb, wurden die finanzielle Schwierigkeiten von Spar öffentlich. So wurde im Folgenden die Liquidation der Kette beantragt. Die lettischen und litauischen Märkte waren ab diesem Zeitpunkt geschlossen. In Estland wurden ab November 2001 die ersten vier defizitären Märkte dauerhaft geschlossen, in der Hoffnung den Rest als eine Kette weiterbetreiben zu können. So sollten mindestens 21 der estnischen Filialen weitergeführt werden.
Im Januar 2002 übernahm das Unternehmen ABC Grupp AS Filialen von Spar. Zum 15. Januar 2002 wurden zwischen 14 und 18 der estnischen Standorte weiterhin von Baltic Food betrieben, sieben Filialen waren geschlossen worden, vier an Mitbewerber abgegeben. Eine weitere Filiale schloss kurz darauf. Auch eine komplette Insolvenz des Mutterkonzerns, der Baltic Food Holding stand im Raum. Die Holding wurde 2002 zahlungsunfähig und meldete am 24. Januar 2002 den Konkurs an. In Litauen wurden die Spar-Märkte von der Rewe-Tochter iki und dem Unternehmen Norfa übernommen und auf eigene Vertriebslinien umgeflaggt. Norfa übernahm dabei schon Ende 2001 drei litauische Spar-Märkte. Zehn der estnischen Märkte wurden Anfang 2002 vom im selben Jahr gegründeten Unternehmen OÜ Comarket, einer Tochtergesellschaft der ABC Grupp AS, übernommen und 2003 auf Comarket umgeflaggt. Im Juli 2008 schloss die in Viljandi befindliche und letzte reguläre Spar-Filiale Estlands, die am 18. September 2008 als Rimi neueröffnete. Zuletzt bestand in der gleichen Stadt noch ein Spar Express-Standort am Busbahnhof, der im Zuge von Umbauarbeiten des Gebäudes am 27. Juni 2012 schloss.
2021 wurde eine Lizenz für die Markennutzung in Lettland erteilt. Das Unternehmen SIA SPAR Latvija wurde am 7. Juli 2021 registriert. Der erste Markt wurde am 11. August 2022 in Saldus eröffnet. Im April 2023 wechselte der Franchiser Banderi S.IDE zur lettischen Spar. Die 23 zuvor als Elvi flaggenden Märkte des Unternehmens wurden dabei von Mitte März bis Mitte April auf Spar umgeflaggt.

### Griechenland

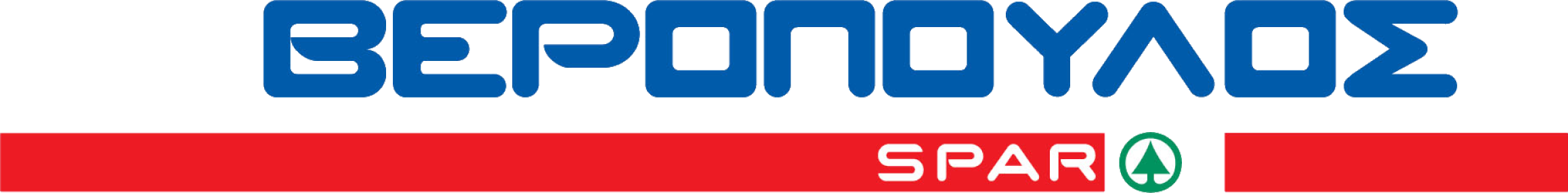
Veropoulos Spar-Logo

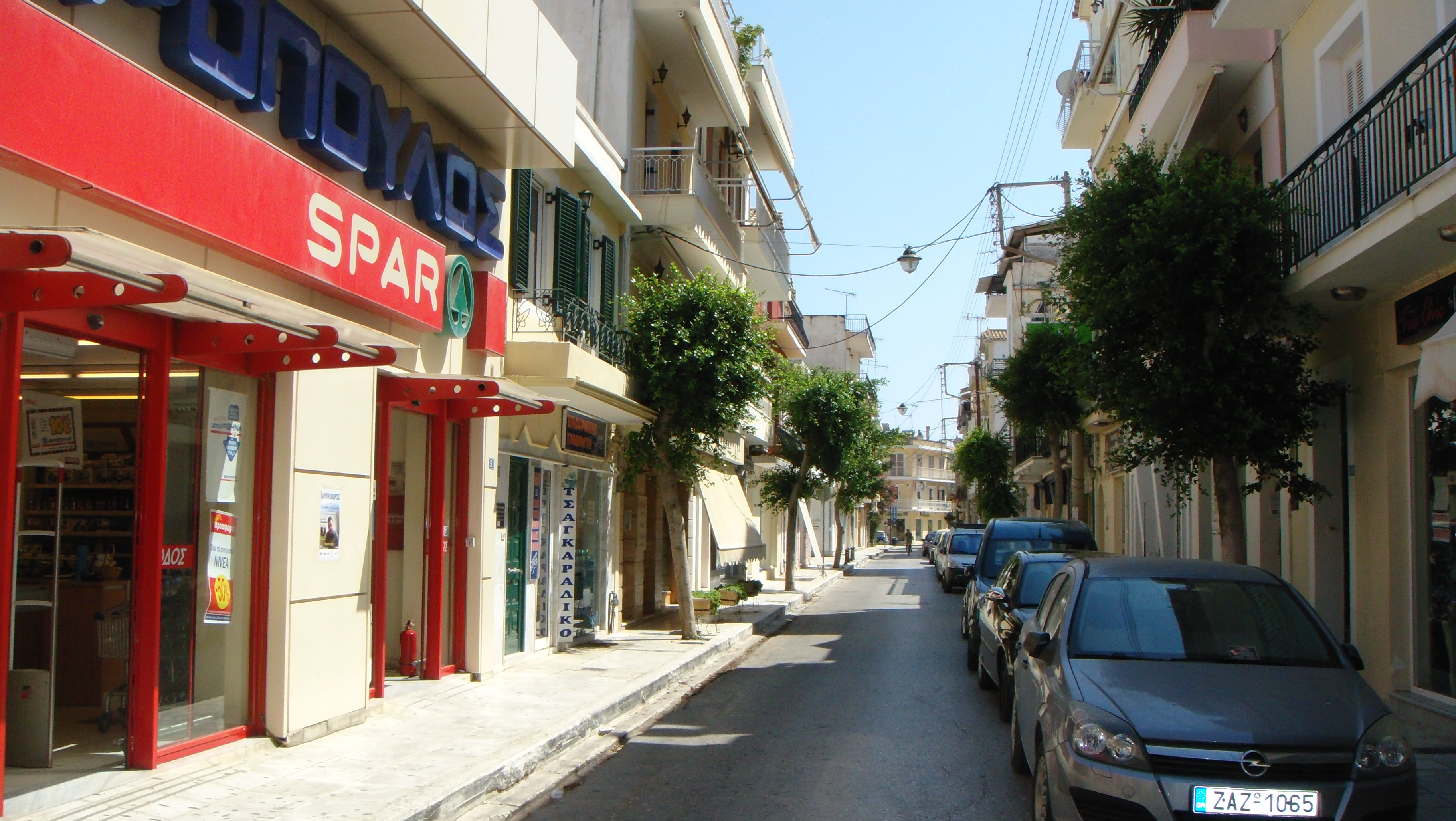
Veropoulos Spar-Markt auf Zakynthos im Juli 2013

Die Brüder Kostas und Alekos Veropoulos erwarben von der internationalen Spar im Jahr 1969 eine Lizenz für Griechenland, sie begannen mit der Planung eines ersten Marktes. Unter dem Namen Veropoulos Spar entstand im Juli 1973 mit 2000 m² Fläche der erste Markt in Peristeri, einem Vorort Athens. Im Oktober des gleichen Jahres folgte an der Nationalstraße zwischen Athen und Lamia der zweite Markt, mit 1800 m² Fläche. Der Erfolg der Märkte sorgte für die Expansion des Unternehmens nach Thessaloniki. Dort eröffnete 1977 ein weiterer Standort, dieses Mal mit 1600 m² Fläche. 1993 konnte die Supermarktkette Athina übernommen worden, 2001 folgte Panemporiki. Der Umsatz von Veropoulos belief sich 2015 auf 385 Millionen Euro. Es gehörten 179 Märkte und 4.200 Mitarbeiter zum Unternehmen. Nach finanziellen Schwierigkeiten wurde Veropoulos im Januar 2016 an das griechische Unternehmen Metro A.E.B.E. verkauft, die Spar-Märkte flaggten ab Februar 2016 auf die zur Metro gehörenden Vertriebslinie MyMarket um. Bis Ende September 2016 sollten die Umflaggung abgeschlossen sein. Der Versuch der internationalen Spar die Marke in Griechenland war vorerst erfolglos, ehe sie 2017 mit George Vogiatzakis einen Unternehmer fand, der die Lizenz übernehmen wollte.
2018 wurden die Rechte zur Nutzung der Marke Spar für Griechenland an das Unternehmen Spar Hellas übertragen. Dieses arbeitete mit der Einkaufsgruppe Asteras zusammen und versuchte die Marke Spar darüber etablieren. Zwischen der griechischen Spar und der Discountkette Bazaar kam es im November 2019 zu einem strategischen Zusammenschluss. So wird seit dem 1. März 2020 die Belieferung der meisten Spar-Standorte von Bazaar übernommen. Zuletzt (2024) belief sich der Umsatz auf 35 Millionen Euro, das Filialnetz umfasste 16 Standorte. Am 10. Dezember 2024 wurde eine Vereinbarung zwischen der Veroukas-Gruppe, der Muttergesellschaft von Bazaar, und der internationalen Spar bekannt, die die Übertragung der Lizenzrechte auf die Veroukas-Gruppe zum 1. Januar 2025 vorsah. Seither ist die Veroukas-Gruppe für die Entwicklung der Marke Spar in Griechenland zuständig. So besteht u. a. für Bazaar selbst die Möglichkeit eigene Geschäfte von Bazaar auf Spar umzuflaggen. Ein erster Markt wurde in der Karwoche 2025 in Athen neueröffnet. Als Ziel hat sich das Unternehmen gesetzt bis Jahresende landesweit 15 bis 20 Märkte zu eröffnen.

### Zypern
Ermes Deparment Stores Plc, Teil der Cyprus Trading Corporation Plc, wurde von der internationalen Spar im Juni 2017 eine Lizenz für Spar in Zypern erteilt. Der erste Markt eröffnete Ende August 2018 in Larnaka. Geplant waren 20 Standorte in fünf Jahren. Im Folgejahr wurden zwei Lebensmittelbereiche (Debenhams Food Hall) der zur Gruppe gehörenden Debenhams-Warenhäuser in Nikosia und Limassol auf Spar umgeflaggt. Im Rahmen eines Schuldenabbaus wurden die beiden Warenhäuser im August 2020 veräußert, der eigenständige Supermarkt in Larnaka im Juli 2021 an Ioannides Supermarkets verkauft und inzwischen umgeflaggt.

### Kroatien
Über die Tochtergesellschaft der österreichischen Spar, ASPIAG, ist Spar seit 2005 auch in Kroatien vertreten. Im selben Jahr eröffnete der erste Markt als Interspar in Zadar. Zwei Jahre später erfolgte die Eröffnung des Großhandelszentrums in Zagreb. 2009 übernahm Spar Hrvatska den Konkurrenten Ipercoop in Zagreb, Osijek sowie Split-Kaštela und flaggte das erste der vier SB-Warenhäuser auf Interspar um. Im selben Jahr eröffneten das erste Interspar-Restaurant des Landes sowie der erste Spar-Markt Kroatiens, in Varaždin. 2010 erfolgte die Umflaggung der restlichen Ipercoop-Standorte sowie die Eröffnung des ersten Spar 2000-Marktes in Zadar. Im Jahr 2014 folgte, neben der Eröffnung des ersten Spar City-Marktes in Zagreb, mit der Übernahme von Diona und die folgende Umflaggung auf Spar-Standorte eine weitere Expansion. 2017 folgte mit der Übernahme von 62 Billa-Standorten und dem Billa-Logistikzentrum in Sv. Helena die nächste Umflaggungswelle auf Spar.

### Polen

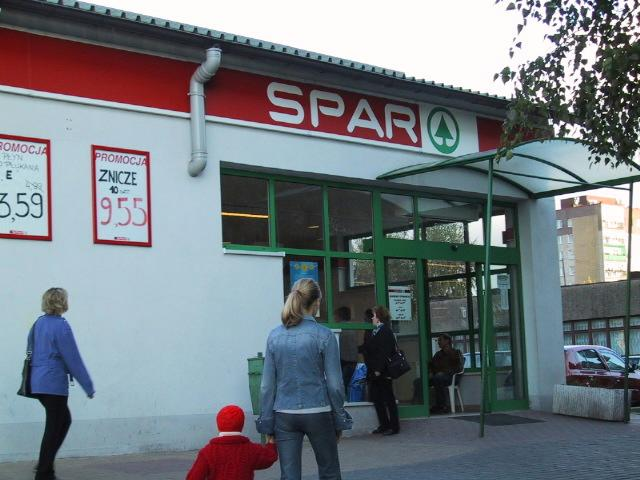
Spar-Filiale in Wodzisław, 2003

1996 wurde die polnische Spar gegründet, die ersten Märkte im Oktober 1997 eröffnet. Anfang 2001 führte man bereits 35 Märkte. Als Franchiser schloss sich im Mai 2015 die Kette Kefirek der polnischen Spar an, der Franchisevertrag wurde am 28. Mai 2015 unterzeichnet. Kurz darauf begann die Umflaggung der 15 Märkte, die sich in Krakau und Umgebung befanden. Das Rebranding konnte bis Ende Juli 2016 abgeschlossen werden. Nach der Insolvenz der Kette Alma übernahm man in Krakau zwei Flächen und eröffnete dort am 3. März 2017 je einen Spar- und einen Eurospar-Markt. Der vorherige Franchiser Kefirek wurde nach der Genehmigung der polnischen Wettbewerbsbehörde im Juni 2018 von Spar komplett übernommen. Kefirek, das im Februar 2019 Insolvenz anmeldete, führte zum Zeitpunkt der Übernahme 26 Märkte in den Woiwodschaften Karpartenvorland und Kleinpolen.

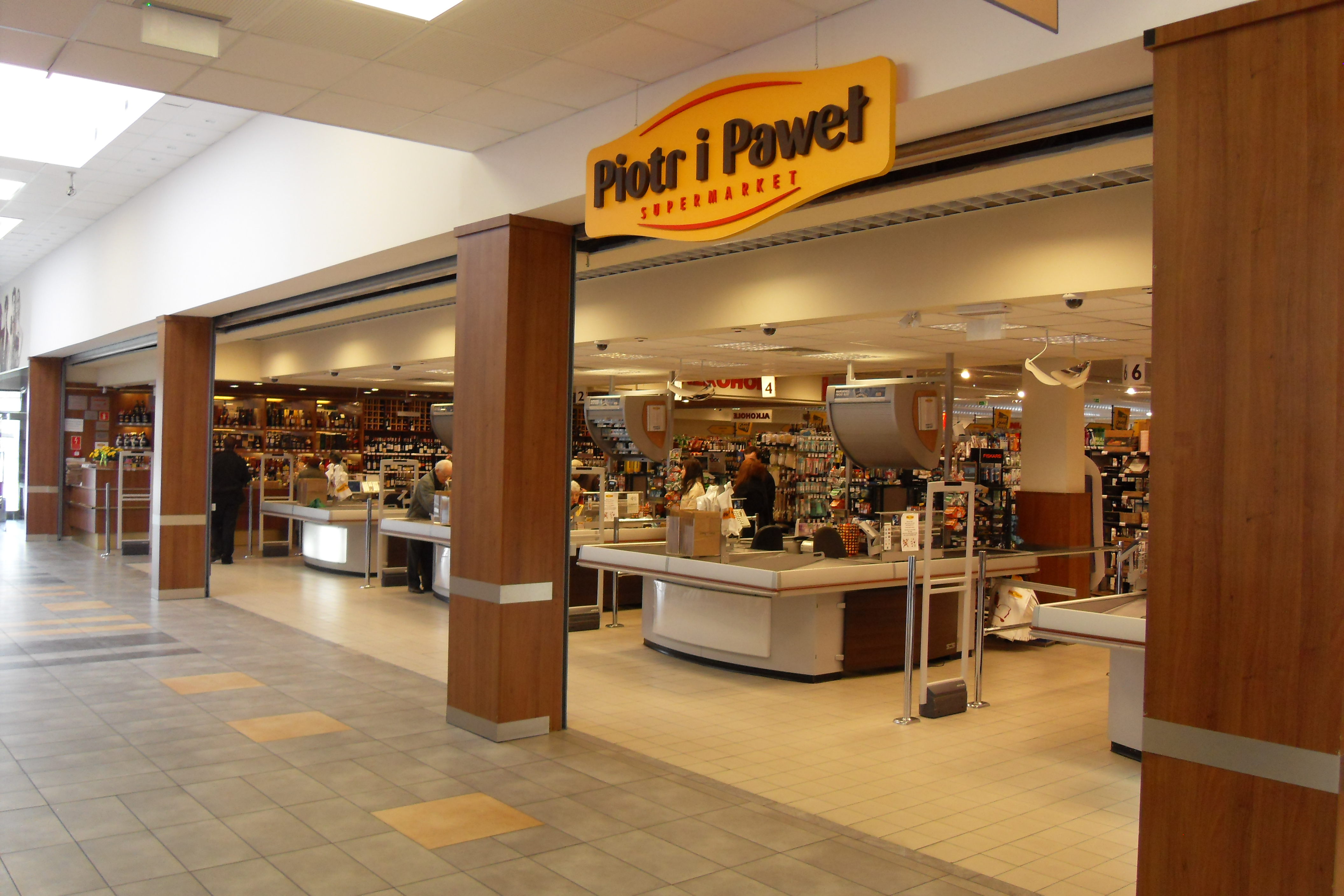
Piotr i Paweł-Filiale in Danzig, 2018

Im Oktober 2018 wurden 80 % der Anteile an der Kette Piotr i Paweł von der südafrikanischen Spar-Gruppe für einen symbolischen Euro gekauft, sie erhielt eine neue Lizenz für das gesamte Land. Im Jahr 2019 kam es deshalb zu einem Rechtsstreit zwischen dem bisherigen Lizenznehmer Bać-Pol, der die Lizenz im Zuge der Neuvergabe verlor, und der südafrikanischen Spar-Gruppe. Geklagt wurde, wer das Recht habe Märkte als Spar zu betreiben. Vorausgegangen waren finanzielle Probleme von Bać-Pol, die Auswirkungen auf die Entwicklung von Spar in Polen hatte. Die Spar International entzog daraufhin dem Unternehmen die Lizenz, was lt. Bać-Pol aufgrund einzuhaltender Kündigungsfristen nicht rechtens gewesen sei. Zur Zeit des Rechtsstreits bestanden rund 250 Filialen, der überwiegende Teil war wiederum von Franchisern geführt worden, die die Nutzungserlaubnis der Marke Spar von Bać-Pol erhielten. Im Herbst 2020 kam es zu einer Einigung. Das polnische Unternehmen Bać-Pol entschied sich die Marke Spar aufzugeben und flaggte seine eigenen Märkte in der Folge auf MarketVita um.

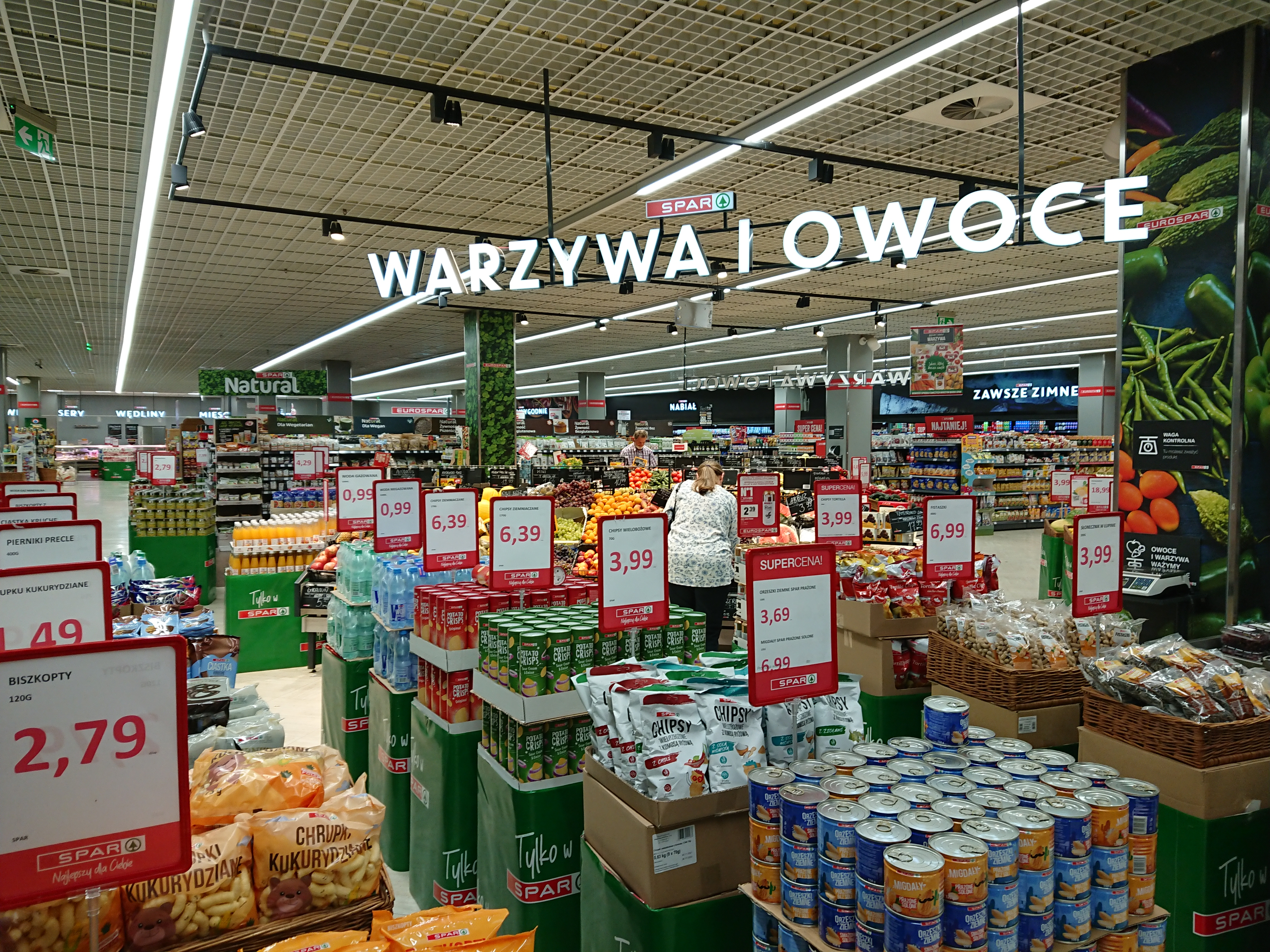
Ladenfläche einer Eurospar-Filiale in Danzig, 2022

Im Juli 2023 wurden über 200 Spar-Märkte in ganz Polen betrieben. Ende September 2023 gab die Spar-Gruppe aus Südafrika bekannt, sich vom polnischen Spar-Geschäft trennen zu wollen. Als Hauptgrund wurde der anhaltende Verlust, der sich im Geschäftsjahr bis 30. September 2022 auf 92,7 Millionen Złoty (20 Millionen Euro) belief, genannt. Angedacht war ein Verkauf bis zum Ende des Geschäftsjahres am 30. September 2024. Im Juli 2024 gab man bekannt, das man mit mehreren nationalen, aber auch internationalen Unternehmen verhandle. Zum 31. Januar 2025 wurde der Verkauf an die Grupa Specjał abgeschlossen.

### Ukraine
Die erste ukrainische Spar-Filiale eröffnete im Jahr 2001. Ende 2016 bestanden landesweit 15 Spar-Märkte. Am 30. März 2019 wurde der landesweit erste Eurospar-Markt in Winnyzja eröffnet. Der Markt weist eine Fläche von rund 900 m² auf. Anfang Februar 2022 konnte der erste Tankstellenshop des Landes an einer Ovis-Station in Charkiw eröffnet werden. Nach dem russischen Angriff auf die Ukraine wurden die Geschäfte, soweit möglich, weitergeführt. Anfang März 2022 waren 95 % der im Westen der Ukraine gelegenen Filialen weiterhin in Betrieb, zu den Filialen im Osten des Landes konnte keinen Angaben gemacht werden. Zu dem Zeitpunkt bestanden landesweit 68 Filialen. Mit einer Eröffnung in der Region Czernowitz wurde Anfang Mai 2022 seit Kriegsausbruch im Februar 2022 der erste neue Markt eröffnet. Bis Mitte Juni 2023 waren es 13 Neueröffnungen. Einer der Märkte in Luzk wurde im Zuge eines russischen Angriff beschädigt und war zeitweise geschlossen, verletzt wurde niemand. Lizenznehmer ist das Unternehmen VolWest Group.

### Rumänien
2005 wurde eine Lizenz für Rumänien erteilt. Am Hauptsitz der Spar Rumänien in Arad erfolgte am 24. August 2006 die Eröffnung des ersten Spar-Marktes des Landes. Dabei wurden Investitionen von 1,5 Millionen Euro in den Standort getätigt. Im gleichen Monat übernahm man drei Märkte der Kette Diskont, die in Folge umgeflaggt wurden. Die Diskont-Märkte in Alba Iulia sollten dabei zum 1. September 2006 schließen. Die dritte Markteröffnung konnte schon am 26. Oktober 2006 umgesetzt werden. Der Markt in Deva bot dabei auf 1.450 m² Verkaufsfläche rund 7.000 Artikel an. Es wurden insgesamt 3,15 Millionen Euro in den Markt investiert, 70 Mitarbeiter waren beschäftigt worden. Bis Ende des gleichen Jahres sollten weitere sieben Märkte eröffnet werden. Nach einer Umbauphase eröffneten am 24. und 25. November 2006 die drei ehemaligen Diskont-Märkte in Alba Iulia als Spar neu. Am 16. Dezember 2006 eröffnete in Târgu Mureș der einzige Spar-Hypermarkt des Landes, der im Januar 2009 wieder geschlossen wurde. Der Markt umfasste 3.000 m² Verkaufsfläche mit rund 14.000 Artikeln, in den Standort wurden 3,6 Millionen Euro investiert. Im Jahr 2006 konnten unternehmensweit 6 Millionen Euro umgesetzt werden.
Im Juni 2007 gab man weitere Expansionspläne bekannt. So sollten bis Jahresende landesweit 20 Filialen bestehen, mittelfristig (über einen Fünfjahreszeitraum) waren 55 Standorte, langfristig sogar 250 geplant. Zu diesem Zeitpunkt bestanden neun Filialen in sieben Städten. Beschäftigt waren damals 552 Mitarbeiter. Für das gleiche Jahr wurde ein Umsatz von 38,4 Millionen Euro für das Unternehmen gemeldet. Dabei ergab sich ein Verlust von 3,2 Millionen Euro. Am 14. Juni 2008 eröffnete man in Constanța den 15. Standort. Ende 2008, als man 21 Filialen betrieb, scheiterten Investorengespräche. Die rumänische Spar wollte 49 Prozent ihrer Anteile an einen Investmentfonds veräußern. Im gleichen Jahr konnte ein Umsatz von 44 Millionen Euro erwirtschaftet werden.
Die Hauptgesellschafter, die Brüder Cuc gerieten in Folge der Finanzkrise im Juli/August 2009 in eine Insolvenz, von der auch die rumänische Spar betroffen war. Die Forderungen von rund 400 Gläubigern gegenüber der Spar und dem bürgenden Unternehmen, Astral Impex, beliefen sich im September 2009 auf gut 32 Millionen Euro. Mitte November 2009 bestanden nur noch zehn eigene Märkte sowie vier im Franchise-System betriebene Filialen, nachdem kurz zuvor fünf Filialen schlossen. Die damals zur Groupe Louis Delhaize gehörende Kette Profi meldete Interesse an vier Märkten an, schlussendlich übernahm man zwei Märkte. Nur einen Monat später übernahm Billa drei ehemalige Spar-Standorte. Am 3. März 2010 konnte Billa an zwei weiteren ehemaligen Standorten Märkte neu eröffnen. Drei der in Franchise betriebenen Märkte wurden im Juli 2010 aufgegeben, sie eröffneten im September 2010 als miniMax Discount. Im gleichen Monat erklärten die Cuc-Brüder, dass sie keine Spar-Märkte mehr betreiben würden, alle bestehenden Filialen wurden von Franchisern betrieben. Für das Insolvenzjahr 2009 wurde ein Umsatz von 18,4 Millionen Euro gemeldet.
Im Juni 2011 wurden nur noch sieben Märkte von drei Franchisern betrieben, die 2010 10 Millionen Euro erwirtschafteten. Damit belegte Rumänien im internationalen Spar-Ranking nur noch den vorletzten Platz. Zum 1. Oktober 2011 wurde die Retail Center Association aus Brașov neuer Lizenznehmer für Rumänien. Das Franchiseunternehmen Retail D&I betrieb zu diesem Zeitpunkt alle acht rumänischen Spar-Filialen, als Spar und Spar Express. Am 15. und 29. März 2012 wurden in Brașov zwei neue Märkte eröffnet. Zeitgleich wurde die Umflaggung von elf Märkten, die als Aprozar und Gostat vom gleichen Unternehmen betrieben wurden, bis Jahresende angekündigt. Ziel war der Betrieb von 21 Märkten. Außerdem sollte die Eurospar-Vertriebslinie in Rumänien etabliert werden. Ende Januar 2013 wurde eine geplante Kooperation zwischen Spar und der Delhaize-Vertriebslinie Mega Image bekannt. Die Spar-Filialen sollten in das Shop&Go-Franchise wechseln. Bereits zum Jahresende 2012 wurden die Märkte von Retail D&I, darunter auch die Spar-Standorte geschlossen. An ihre Stelle traten, neben Shop&Go-Filialen von Mega Image auch Express-Märkte von Carrefour. Im März 2013 meldete dann Retail D&I Insolvenz an. Inzwischen ist Spar in Rumänien nicht mehr vertreten.

### Slowenien
Die ASPIAG ist weiterhin auch in Slowenien vertreten. 1991 wurde dabei die slowenische Spar gegründet, ursprünglich ein Joint-Venture mit dem slowenischen Handelsunternehmen Mercator. im selben Jahr eröffneten der erste Spar- und Interspar-Markt, 1999 folgte die Einführung einer eigenen Handelsmarke, ein damaliges Novum in Slowenien. Im neuen Jahrtausend eröffnete der Citypark Ljubljana mit dem damals weltweit größten Interspar-Marktes (2002) sowie ein modernes Großhandelslager, ebenfalls in Ljubljana (2003). Im Jahr 2008 eröffnete eine neue Großbäckerei, ein Jahr darauf erfolgte die flächendeckende Einführung von SB-Kassen sowie die Eröffnung des ersten Spar 2000-Supermarktes in Slovenj Gradec. 2011 erfolgte die Einführung der SPAR plus genannten Kundenkarte, 2012 die Eröffnung des ersten City Spar-Marktes in Ljubljana. Ebenfalls in Ljubljana konnte im Jahr 2013 der 90. Spar-Standorts des Landes in Brod eröffnet werden. Während zu Beginn die Märkte ausschließlich als Regiemärkte entwickelt sich ab 2015 das Franchisekonzept auch in Slowenien. So eröffnete erstmals ein selbstständiger Kaufmann einen Spar Supermarkt in Ljubljana-Lavrica. Seit 2018 besteht zudem ein landesweiter Online-Shop.

### Tschechien

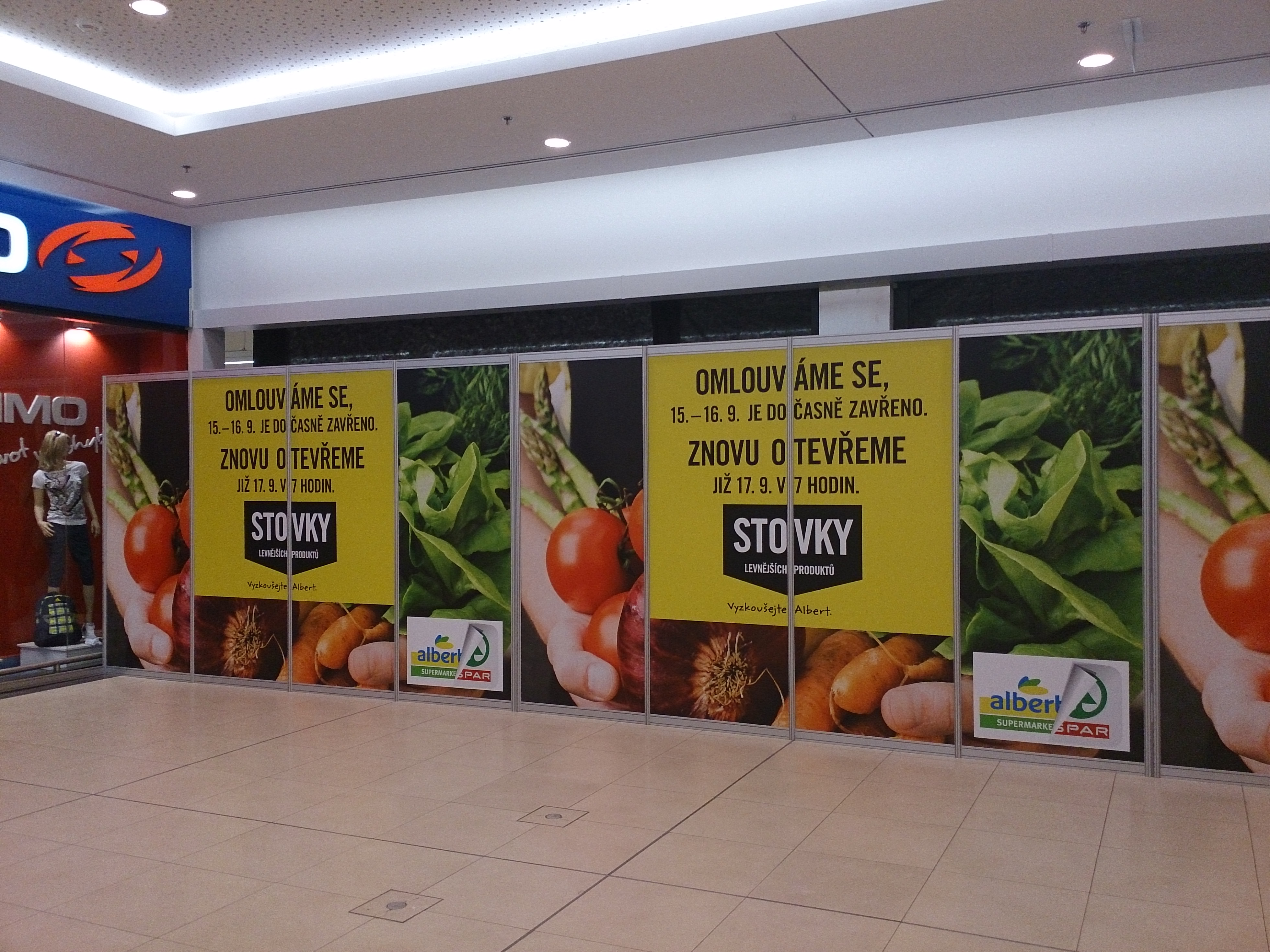
In Umflaggung auf Albert Supermarket befindlicher, ehemaliger Spar-Markt im Einkaufszentrum Fontana in Teplice, am 21. September 2014.

Als ehemalige Tochtergesellschaft gehörte auch das Unternehmen SPAR Česká obchodní společnost sro zur österreichischen ASPIAG. Bereits 1992 erhielt das Unternehmen SPAR Partner eine Lizenz zum Betreiben von Spar-Märkten in Tschechien, betrieb vorerst ab März 1992 aber nur einen Cash & Carry-Markt in Budweis. 1996 wurde das Unternehmen SPAR Partner in die ASPIAG eingegliedert und das Geschäftsmodell geändert. Ab 1997 befand sich der Hauptsitz in Prag. Im April desselben Jahres eröffnete in Budweis der erste tschechische Interspar-Markt, gefolgt von einem Interspar in Brünn. Ab 2006 betrieb die tschechische Spar auch Märkte in der Vertriebslinie Spar, wobei der erste Markt in Třebíč eröffnet wurde, der zweite folgte in Česká Lípa. Zur selben Zeit beendete man die kostenlose Ausgabe von Plastiktüten, fortan mussten Kunden für Tüten bezahlen. Die ersten 40 Bioprodukte führte man ab Herbst 2006. Ab dem 6. November 2007 warb man mit dem Olympiasieger Roman Šebrle. Der Bruttoumsatz belief sich 2010 auf 498 Millionen Euro. Zum Stichtag 31. Dezember 2013 wurden insgesamt 4.684 Mitarbeiter beschäftigt. Das Unternehmen betrieb damals 35 Interspar- und 13 Spar-Märkte mit einer Gesamtverkaufsfläche von 157.333 m². Am 11. März 2014 wurde bekannt, dass die Märkte an den Konkurrenten Albert für gut 5,2 Milliarden CZK verkauft wurden. Im August 2014 erfolgte die strategische Eingliederung in das Unternehmen, im Herbst des gleichen Jahres begann die Umflaggung der damals 14 Spar-Märkte auf Albert Supermarket. Danach folgte die Umflaggung von Interspar auf Albert Hypermarket. Mit der Umstellung des Interspar-Marktes in Ostrava-Poruba konnte die Umflaggung aller Spar- und Interspar-Märkte im März 2015 abgeschlossen werden.

### Ungarn

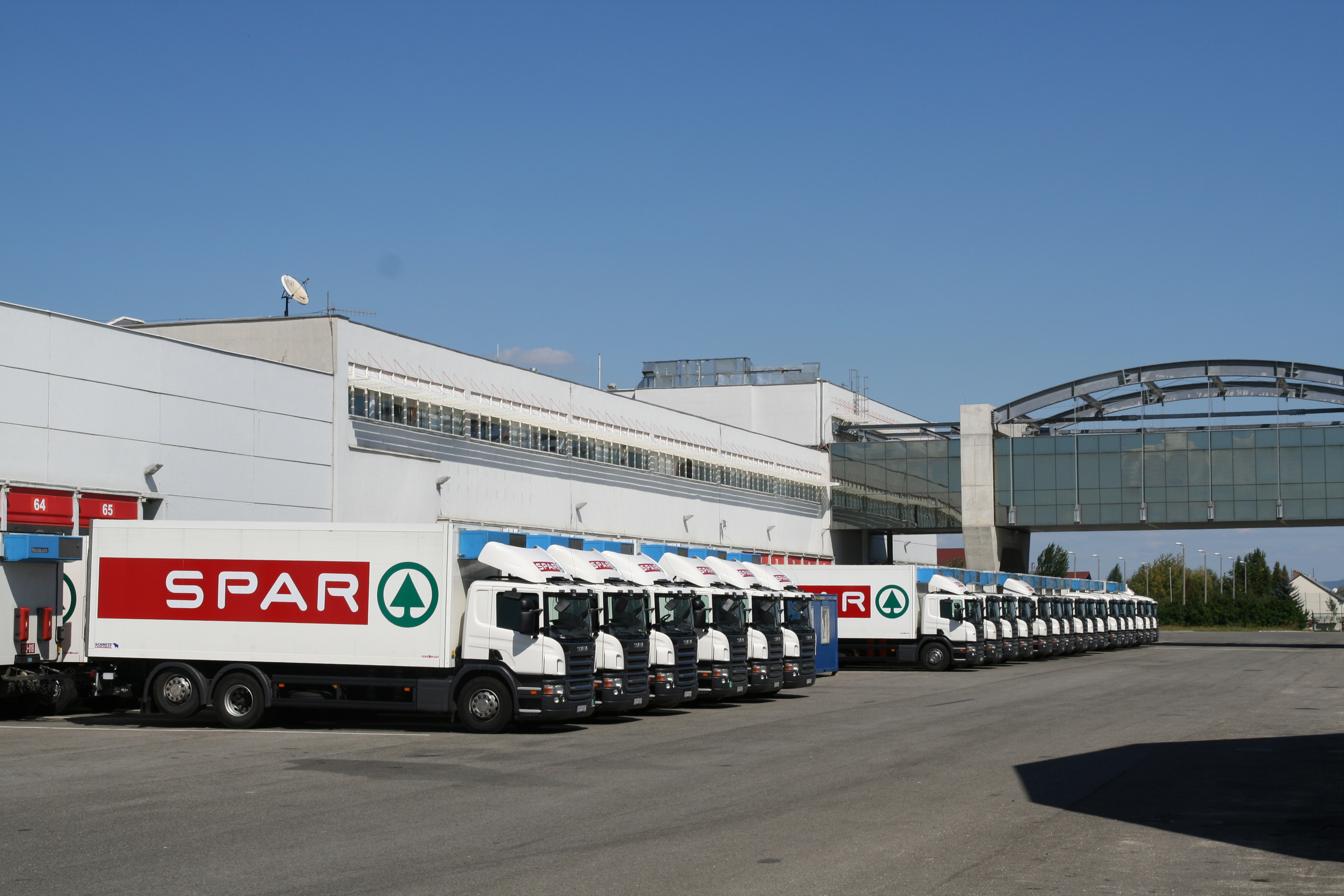
LKW der ungarischen Spar vor einem Logistikzentrum

Mit der Teilübernahme des Unternehmens General fasste Spar über die ASPIAG 1990 auch in Ungarn Fuß. Ein Jahr später konnte der erste Spar-Markt eröffnet werden, 1994 folgte die Eröffnung eines Distributionszentrums in Bicske, 1995 der erste Interspar-Markt in Győr. Nach der Übernahme einzelner lokaler Unternehmen, die vor allem Budapest und die Region um Szeged und Pécs erschlossen, konnten 2002 14 Billa-Märkte von der Rewe Group übernommen werden. Nur ein Jahr später erwarb man von der Tengelmann-Gruppe 22 Kaiser’s-Märkte, die vor allem in Budapest und Umgebung vertreten waren. Während die Billa-Märkte nach der Übernahme zügig auf Spar-Vertriebslinien umgeflaggt wurden, bestand Kaiser’s vorerst als weitere Vertriebslinie fort. 2004 konnte das Distributionszentrum in Bicske um ein Fleischwerk mit rund 120 Mitarbeitern erweitert werden. Um die Aus- und Weiterbildung der Mitarbeiter zu fördern, wurde 2006 die Spar-Akademie gegründet. im selben Jahr eröffnete der ersten City Spar-Markt in Budapest. 2008 zog sich Tengelmann komplett aus Ungarn zurück, auch die 177 Märkte der Discounttochter Plus wurden dabei an die ungarische Spar veräußert. Auch in die Logistik wurde weiter investiert. So konnte 2008 in Üllő ein zweites Logistikzentrum mit einer Nutzfläche von 47.000 m² eröffnet werden, am Standort werden 600 Menschen beschäftigt. 2009 wurde die SuperShop Kundenkarte eingeführt, im selben Jahr begann die Umflaggung der Plus-Märkte auf Spar, die 2010 abgeschlossen werden konnte. Nach Abschluss der Umflaggung wurde auch die Vertriebslinie Kaiser’s zugunsten Spar aufgegeben, die Umflaggung erfolgte 2011. Ebenfalls konnte 2011 der erste Spar 2000-Markt in Szeged eröffnet werden. Mit der Eröffnung zweier Spar-Märkte in Mór erfolgte 2012 der Beginn des Franchisekonzepts in Ungarn, 2013 folgte der erste Markt in Budapest sowie die Eröffnung des ersten Spar Express-Shops an einer Tankstelle, der ebenfalls von einem eigenständigen Kaufmann betrieben wird. Seit 2019 besteht zudem ein landesweiter Online-Shop. 2020 konnte das Regnum-Fleischwerk in Perbál durch den Zimbo-Betrieb erweitert werden.

### Albanien

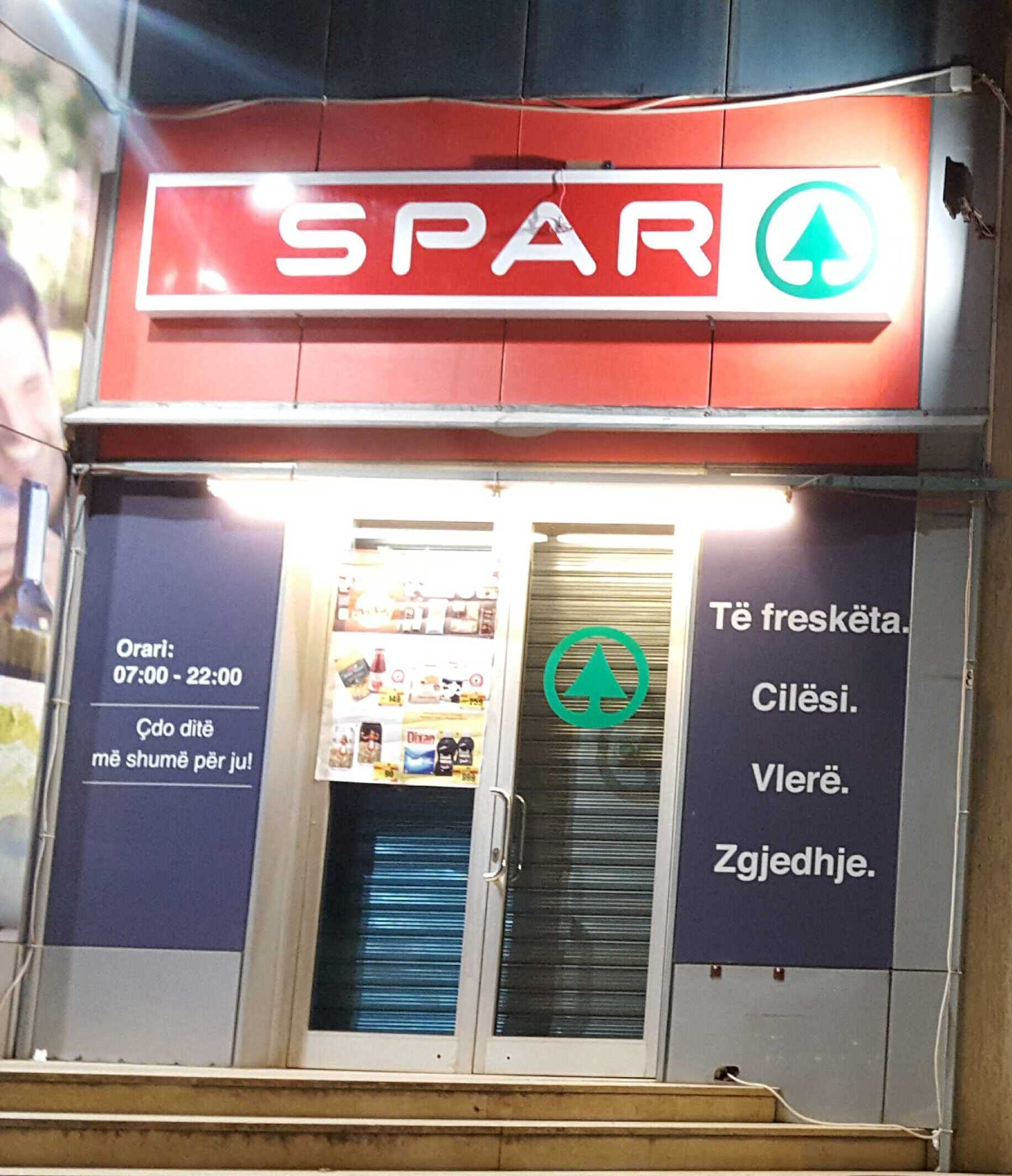
Geschlossener Spar-Markt bei Nacht in Tirana, 2020

Die albanische Spar ging aus einer Übernahme hervor. Bereits 2005 eröffneten als Euromax Supermärkte im Land. 2013 übernahm das griechische Unternehmen Marinopoulos die Euromax-Kette und flaggte die damals zwei Hypermärkte und 17 Supermärkte auf Carrefour um. Ende Mai 2015 wurde die Übernahme der exklusiven Markenrechte für Carrefour in Albanien von einer Tochtergesellschaft von Marinopoulos durch die albanische Balfin Group bekannt. Hintergrund war die Insolvenz des Mutterkonzerns in Griechenland. Vorerst hielt man an der Marke Carrefour fest. Im September 2016 kündigte man jedoch die Umflaggung des Carrefour-Filialnetzes auf Spar bekannt. Vorausgegangen war die Erteilung der Spar-Lizenz Mitte 2016 an das Unternehmen Almark, das wiederum zur Balfin Group gehört. Zuerst wurden dabei die beiden Hypermärkte auf Interspar umgeflaggt, gefolgt von den Supermärkten, die auf Spar umflaggten. Der Umflaggungsprozess fand zwischen Oktober und Dezember 2016 statt. Zeitgleich wurde ein Großinvestment von 50 Millionen Euro in den Ausbau des Filialnetzes bekannt. Es sollten bis zu 100 Supermärkte und zehn Hypermärkte neueröffnet werden. So übernahm im September 2019 die Kette Hippo Network und flaggte die Märkte auf Spar um. 2021 betrieb man 66 Märkte und erwirtschaftete einen Umsatz von 75 Millionen Euro, das Unternehmen belegte Platz 2 der albanischen Lebensmitteleinzelhändler. Ende 2023 bestanden bereits 90 Supermärkte sowie die beiden Hypermärkte. Es wurde ein Umsatz von 111 Millionen Euro gemeldet, was einen Anstieg von 14 Prozent gegenüber 2022 bedeutete. Spar Albanien wurde zum Marktführer. Ende März 2025 wurde die Übernahme von Spar Albanien durch Viva Fresh Store, dem größten Einzelhändler des Kosovo verkündet.

### Kosovo
Anfang Juli 2019 eröffnete in Pristina die ersten drei Spar-Märkte des Landes. Die Lizenz ging dabei im Januar 2019 an das Unternehmen Spar Kosova JSC. Mit der Eröffnung von den ersten zwei Märkten entstanden 125 Arbeitsplätze, der dritte Märkte eröffnet am 11. Juli 2019. Bis Jahresende sollten drei weitere Standorte eröffnen. Seit 2021 gehört Spar Kosovo zur Meridian Group. In Fushë Kosova wurde im August 2024 der landesweit zehnte Markt eröffnet.

### Belarus
Spar war mit Markteintritt 2017 der erste internationale Lebensmitteleinzelhändler des Landes. Geplant war die Eröffnung von bis zu 60 Märkten bis 2020. Lizenznehmer war der belarussische Einzelhändler Unifood CKSC, der mit Almi und Zakrama bereits zwei Vertriebslinien besaß. Der erste Markt eröffnete im August 2017 in Minsk. Bis April 2024 wurden die Filialen geschlossen oder wieder in die anderen Vertriebslinien umgeflaggt. Hintergrund könnte der Boykott Russlands und Belarus' durch westliche Firmen im Zuge des russischen Angriffskrieges auf die Ukraine sein.

### Türkei
Die Marke Spar wurde 1993 in die Türkei geholt. Das Unternehmen SPAR Gida Sanayi ve Ticaret A.Ş. betrieb 1999 15 Filialen und erwirtschaftete einen Umsatz von 18.965.000 Euro. Im April 2000 erwarb die Fibabanka das Unternehmen komplett. Inzwischen ist Spar nicht mehr in der Türkei vertreten.

### Aserbaidschan
Lokaler Partner der Spar in Aserbaidschan ist das Unternehmen Araz, das 2010 gegründet wurde und sich im April 2015 der international Spar anschloss. Auf einer Fläche von 1.800 m² wurde in Baku im Dezember 2015 der erste Spar-Markt des Landes eröffnet. Bis September 2024 konnten insgesamt 54 Märkte eröffnet werden.

### Armenien
Am 25. Dezember 2019 eröffnete der erste armenische Spar-Markt in Jerewan. Ob das Unternehmen heute noch im Land vertreten ist, ist unklar.

### Georgien
Seit 2005 ist Spar auch in Georgien vertreten. Am 24. Oktober 2018 wurde in Tiflis der landesweit 100. Markt eröffnet. Inzwischen (Stand: Februar 2025) besteht das Filialnetz aus 320 Standorten. Es werden mehr als 2.000 Mitarbeiter beschäftigt.

### Kasachstan
Im Dezember 2023 wurde mit der Eröffnung des ersten Eurospar-Marktes in Almaty der Markteintritt nach Kasachstan gefeiert. Lizenznehmer ist Skif Trade LLP. Im September 2024 bestanden vier Spar- und zwei Eurospar-Märkte in Almaty und Astana.

### Kirgisistan
Nach dem erfolgreichen Start im Nachbarland Kasachstan wurde Spar 2023 auch in Kirgisistan lizenziert. Die Lizenz wurde an die Umai Group vergeben. Mitte des gleichen Jahres eröffnete in Bischkek der erste Markt. Im September 2024 waren drei Märkte in der Stadt sowie ein Standort in Balyktschy in Betrieb.

### Israel
Am 24. Juli 2022 wurde bekannt, dass Amit Zeev, der noch kurz zuvor CEO von Yeinot Bitan-Carrefour Israel war, eine Absichtserklärung unterschrieben hatte, um Spar nach Israel zu holen. Gespräche mit Shufersal, dem größten Lebensmitteleinzelhändler des Landes, wurde Ende Dezember 2022 bekannt. Geplant war ein Joint-Venture zu gründen, an dem das Amit Zeev 80,1 % und Shufersal 19,9 % halten sollten. Zudem war geplant, dass Shufersal über das Gemeinschaftsunternehmen Produkte der Spar-Eigenmarken für seine eigenen Märkte einkaufen kann. Die Expansion Spars nach Israel wurde im März 2023 offiziell bestätigt. Während man Anfang September des gleichen Jahres die geplante Eröffnung des ersten Marktes für Anfang 2024 ankündigen konnte, verlautete Shufersal Ende September 2023 den Rückzug aus dem Projekt. Hintergrund war, dass die israelischen Wettbewerbsbehörden die Gründung des Joint-Ventures untersagt hatten. Am 19. März 2024 wurde in Kfar Saba auf 2.500 m² die erste israelische Spar-Filiale. Schätzungen gingen von einer Investitionssumme von rund 10 Millionen NIS aus. Innerhalb von fünf Jahren sollen bis zu 35 Filialen entstehen, bis Jahresende sollte ein zweiter Markt in Beʾer Scheva eröffnet werden. Im November 2024 wurde das Aus der geplanten zweiten Filiale bekannt, eine Expansion war für Ende 2025 nach Kirjat Ono und für 2026 nach Kirjat Jam geplant. Im Mai 2025 eröffnete eine zweite Filiale in Tel Aviv.

### Iran
Die Lizenz für den Iran wurde im Jahr 2017 von der Spar International erteilt, die iranische Spar im Folgejahr im Sommer offiziell etabliert. Die ersten drei Märkte eröffneten im November 2020. Zwei Jahre später bestanden vier Märkte, mit einer durchschnittlichen Verkaufsfläche von 894 m². Im Dezember 2024 wurden durch Medienberichte Vorwürfe gegen das Unternehmen hinter der Lizenz laut. So soll das österreichische Unternehmen Blue River aus Wien, die die Lizenz verwaltete, die Lizenz vor allem für dubiose Transaktionen und die Beschaffung von europäischen Visa für Personen, die mit dem Mullah-Regime in Verbindung stehen, genutzt haben. Bereits im Oktober 2023 machte ein Whistleblower die internationale Spar auf die Vorwürfe aufmerksam. In Folge des Bekanntwerdens wurde Blue River die Lizenz für Spar im Iran entzogen, die Filialen sind inzwischen geschlossen.

### Japan

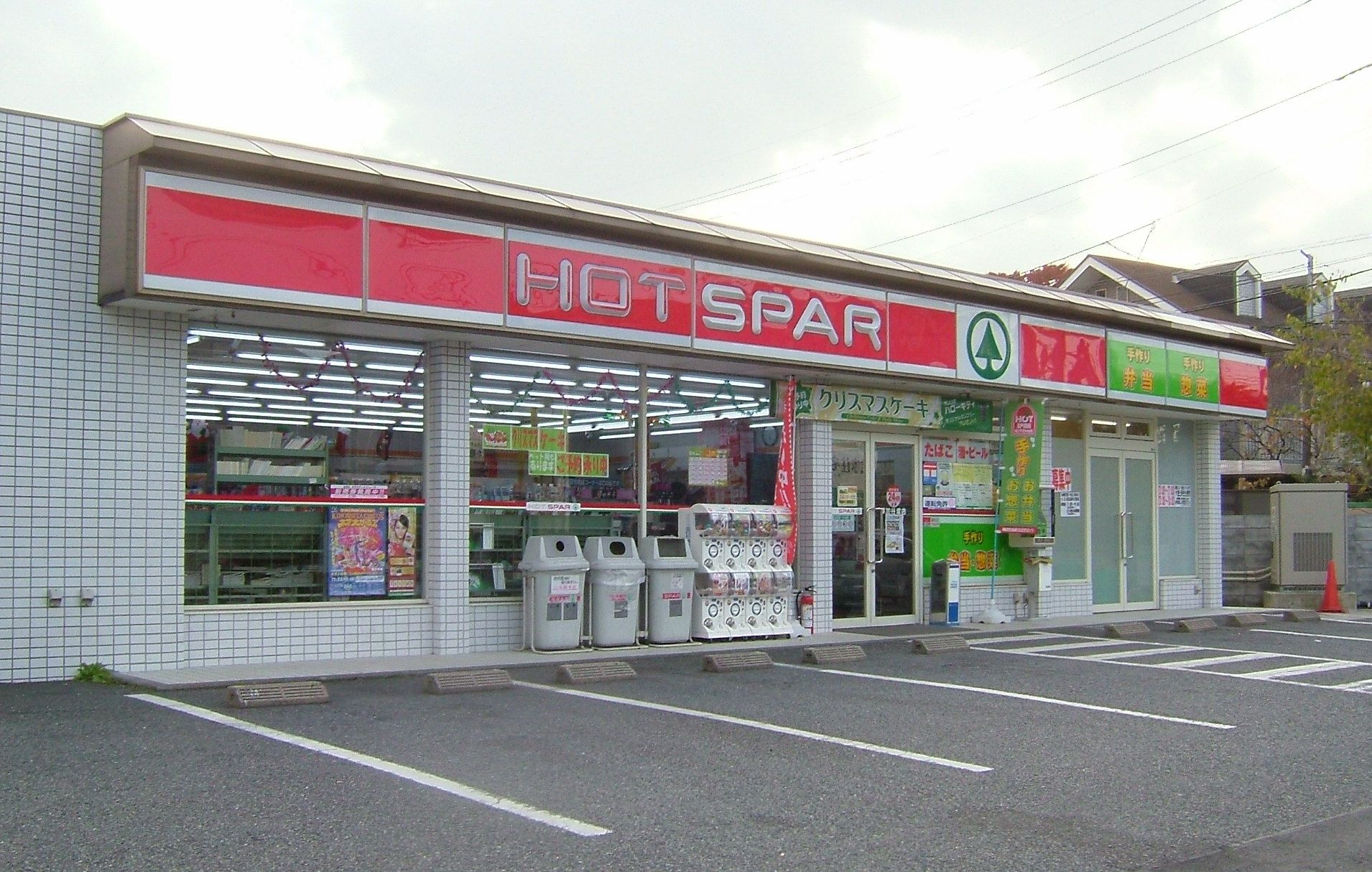
Hot Spar-Markt in Sōka, Saitama im Jahr 2007

Auch in Japan war Spar einst vertreten. Ab 1976 bestand die japanische Spar, wobei es sich um verschiedene lokale Lizenznehmer handelte. Im Januar 1977 wurden regionale Büros in Aichi, Kumamoto, Hiroshima, Nagano, Osaka und Toyama eröffnet. Im Jahr 1983 verlegte die japanische Spar ihren Hauptsitz nach Tokio, den Meilenstein von 1.000 Standorten erreichte man im Dezember 1984, im März 1985 eröffnete der erste auf Convenience-Produkte ausgelegte Hot Spar-Markt. Im Februar 1990, konnten bereits 1.500 Standorte, im Juni 1994 2.000 Standorte gezählt werden. Um alle regionalen Gesellschaften zu verknüpfen, startete im März 1999 das Intranet SPAR-NET. In Japan betrieb die Spar Märkte in den Vertriebslinien Spar und Hot Spar, die als Convenience-Konzept etabliert wurde, wobei Ende Juli 1999 376 Filialen auf Spar und 1.531 Filialen auf Hot Spar abfielen. Inzwischen sind alle japanische Spar- und Hot Spar-Filialen auf andere Vertriebslinien umgeflaggt worden.

### Südkorea
Ab 1986 fanden sich in Südkorea Spar-Märkte. Spar Südkorea gehörte dabei zur Dainong Group, die im September 1997 Insolvenz anmelden musste.

### Indien

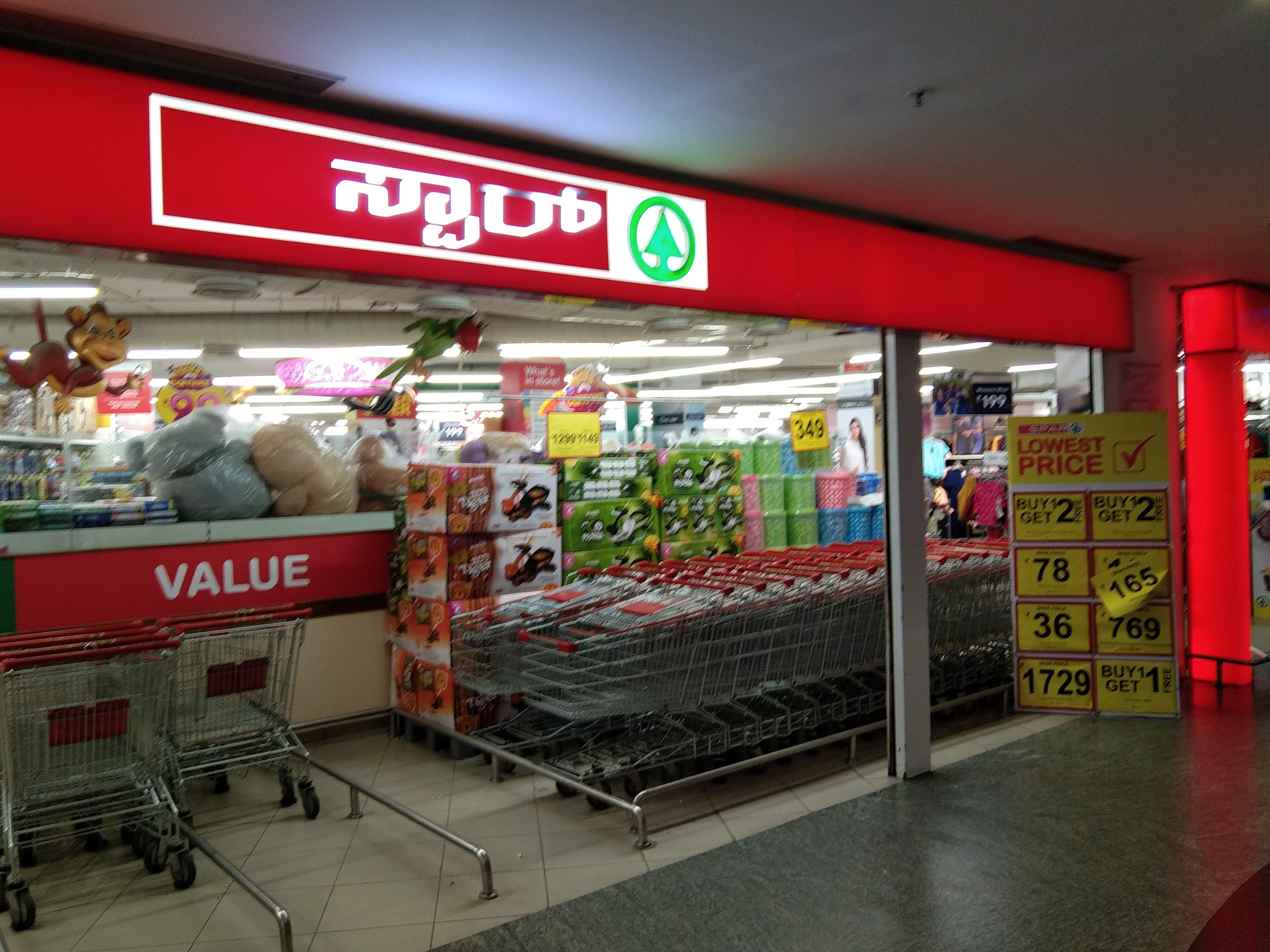
Spar-Markt in Shivamogga im Jahr 2022

Am 23. August 2007 wurde die Lizenzvereinbarung zwischen der internationalen Spar und dem indischen Unternehmen Max Hypermarkets India Pvt Ltd bekannt. Geplant war es noch im selben Jahr in Bengaluru erste Super- und Hypermärkte unter der Spar-Flagge zu eröffnen, innerhalb der ersten zwei Jahre sollten sieben Geschäfte neu eröffnen. Der erste Spar-Markt des Landes war ein Hypermarkt und eröffnete am 29. September 2007 in Bengaluru. Nach rund fünf Jahren wurde im Mai 2012 die beidseitige Beendigung der Zusammenarbeit zu Dezember 2012 bekannt gegeben. Zu diesem Zeitpunkt wurden landesweit 13 Spar-Hypermärkte betrieben. Die Märkte wurden in Folge bis Januar 2013 auf Auchan umgeflaggt. Bereits im Folgejahr wurde eine erneute Zusammenarbeit zwischen Max Hypermarkets und der internationalen Spar bekannt, eine Umflaggung von Auchan auf Spar erfolgte nach August 2014. Im April 2018 eröffnete der landesweit 20. Hypermarkt in der Stadt Shivamogga, bis Herbst 2024 konnte die Zahl, zuletzt mit der Eröffnung eines Marktes im August 2024 in Thanjavur, auf 24 gesteigert werden.

### Thailand
Als Lizenznehmer eröffnete die Bangchak Retail Company Limited (BCR) ab 2016 Spar-Märkte, der erste Markt wurde Ende November 2016 in Bangkok eröffnet. Bereits bei Eröffnung der ersten Märkte gab es Pläne, die eine Erweiterung des Filialnetzes bis Ende 2020 auf bis zu 300 Convenience Stores vorsah. Bis April 2020 wurden 44 Standorte eröffnet. Ab Anfang August 2020 begann BCR die Märkte auf andere Vertriebslinien wie Family Mart oder Tops Daily umzuflaggen, die Marke Spar wurde in Thailand vollends aufgegeben.

### Indonesien
Die Partnerschaft zwischen dem lokalen Einzelhandelsunternehmen Ramayana und der internationalen Spar wurde am 10. September 2014 verkündet. Am 4. März 2015 wurden die ersten drei Spar-Supermärkte in Bogor, Cibitung und Cibubur eröffnet, am 9. Mai 2015 folgte der nächste Markt in der Provinz Bogor. Weitere Märkte folgten am 27. Mai 2015 in Cilegon und am 7. Juni 2015 in Dinoyo. Bis Ende 2015 sollten 15 Märkte bestehen. Bis April 2016 konnte dieses Ziel umgesetzt werden, im bis Juli 2016 kamen zwei weitere Märkte hinzu. Ende August 2017 gab Ramayana bekannt aufgrund einer eigenen Konsolidierung den Ausbau des Spar-Filialnetzes vorerst zu verschieben. Am 31. Dezember 2017 bestanden landesweit 22 Spar-Märkte. Zum 30. September 2018 wurden die Lizenzverträge zwischen Ramayana und der internationalen Spar beendet.

### Sambia
In Sambia wurde im Dezember 2003 in Lusaka der erste Markt, ein Superspar mit 2.257 m² Fläche eröffnet. Zwei Jahre später wurde ein weiterer Markt in Lusaka eröffnet. Mit der Umflaggung auf die bereits zuvor bestehende Marke Pick n Play bestand 2020 die Sorge eines Rückzugs und der Marke Spar aus Sambia. Im September 2020 wurde bekannt, dass die Marke Spar nicht gänzlich aufgegeben wird und man für die Zukunft wieder Neueröffnungen plane. 2022 betrieb man vier Märkte.

### Südafrika

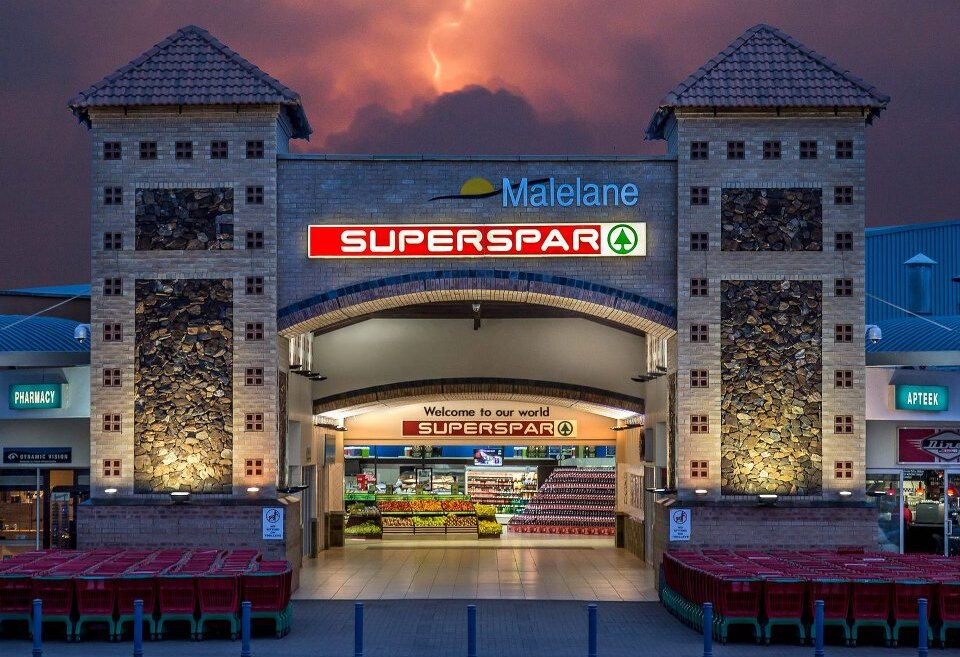
Superspar-Markt in Malalane, 2015

Mit dem Start in Südafrika etablierte sich Spar ab 1963 auf dem ersten Kontinent außerhalb Europas. Zu Beginn wurden 500 kleine Einzelhändler durch Spar beliefert. Im Laufe der Jahre konnten eigene Standorte und verschiedene Vertriebslinien im Land etabliert werden. Es folgte die Expansion über die Landesgrenzen hinweg. So wurden 2014 80 % an der Muttergesellschaft der irischen Spar erworben, nur ein Jahr später erwarb man 60 % an der schweizerischen Spar, die seit 2021 beide komplett zur Spar Group gehören. Ferner betreibt das Unternehmen Märkte in Eswatini, Botswana, Lesotho, Mozambique, Zimbabwe und Namibia.

### Angola
Über die südafrikanische Spar-Gruppe, die die Markenrechte in Angola hält, wurde dem Unternehmen United Investimentos im Februar 2022 einen ersten Spar Express-Markt, bis Ende 2022 wurde das Filialnetz auf acht, bis auf Ende 2023 dann auf 24 Spar Express-Standorte erweitert.

### Ghana
Im August 2020 wurde der Markteintritt von Spar nach Ghana publik. Demnach erhielt Economic Distribution Company Ghana im März 2020 eine Lizenz für das Land. Es sollten 17 bestehende Supermärkte in und um die Hauptstadt Accra auf Spar umgeflaggt werden. Bis September 2021 waren elf Standort umgeflaggt. Inzwischen ist Spar nicht mehr in Ghana vertreten.

### Kamerun
Auf einer Fläche von 2.500 m² eröffnete im Oktober 2015 in Douala der erste Spar-Supermarkt in Kamerun. Lizenznehmer für das Land ist L'Atrium S.A. Der landesweit 12. Spar-Markt eröffnete im Dezember 2024, ebenfalls in Douala.

### Ruanda
Nachdem dem Unternehmen Sawa Citi eine Lizenz erteilt wurde, eröffnete im April 2025 der erste Spar-Markt des Landes in Kigali.

### Südamerika
Auch in Südamerika existieren Spar-Märkte. So bestanden ab 1982 Filialen in Argentinien. 1998 war man in den Provinzen Buenos Aires, Córdoba und Santa Fe vertreten. Dort betrieb man 44 Filialen, darunter drei Interspar-Märkte. Ein Jahr später waren es 45 argentinische Standorte, die einen Umsatz von 81.466.000 Euro erwirtschafteten. Um die Jahrtausendwende betrieb u. a. das argentinische Unternehmen Pancor SA Filialen, im Februar 2001 waren es 14 Standorte. Mit der Insolvenz von Pancor SA wurden 20 der damals 28 bestehenden Filialen am 9. März 2004 geschlossen und verkauft, 23 Mitarbeiter wurden entlassen. Die restlichen acht Filialen sollten als Okey weiterbetrieben werden. Im Juni 2004 übernahm die Supermarktkette Buenos Días acht Standorte und eröffnete sie als Spar neu. Inzwischen gibt es in Argentinien keine Spar-Märkte mehr. Am 5. Mai 2023 wurde im paraguayischen Luque der erste Spar-Markt des Landes eröffnet.

Guinea-Bissau
In Guinea-Bissau existiert stand 08. März 2025 ebenfalls ein Spar markt in der Hauptstadt Bissau. Der genaue Firmenname unter dem das Unternehmen im Land aggiert ist nicht bekannt.

## Vertriebslinien

### Spar
Die Spar-Supermärkte bieten ein Lebensmittel-Vollsortiment auf einer Verkaufsfläche von 200 (in Österreich 400) bis 1000 m² an. Das Frischwarenangebot umfasst auch Frischfleisch. In Italien flaggen Spar-Märkte als Despar. Im Jahr 2021 wurden weltweit 10.397 Spar-Märkte betrieben, wobei 88 % des Umsatzes auf Europa zufielen.

### Eurospar

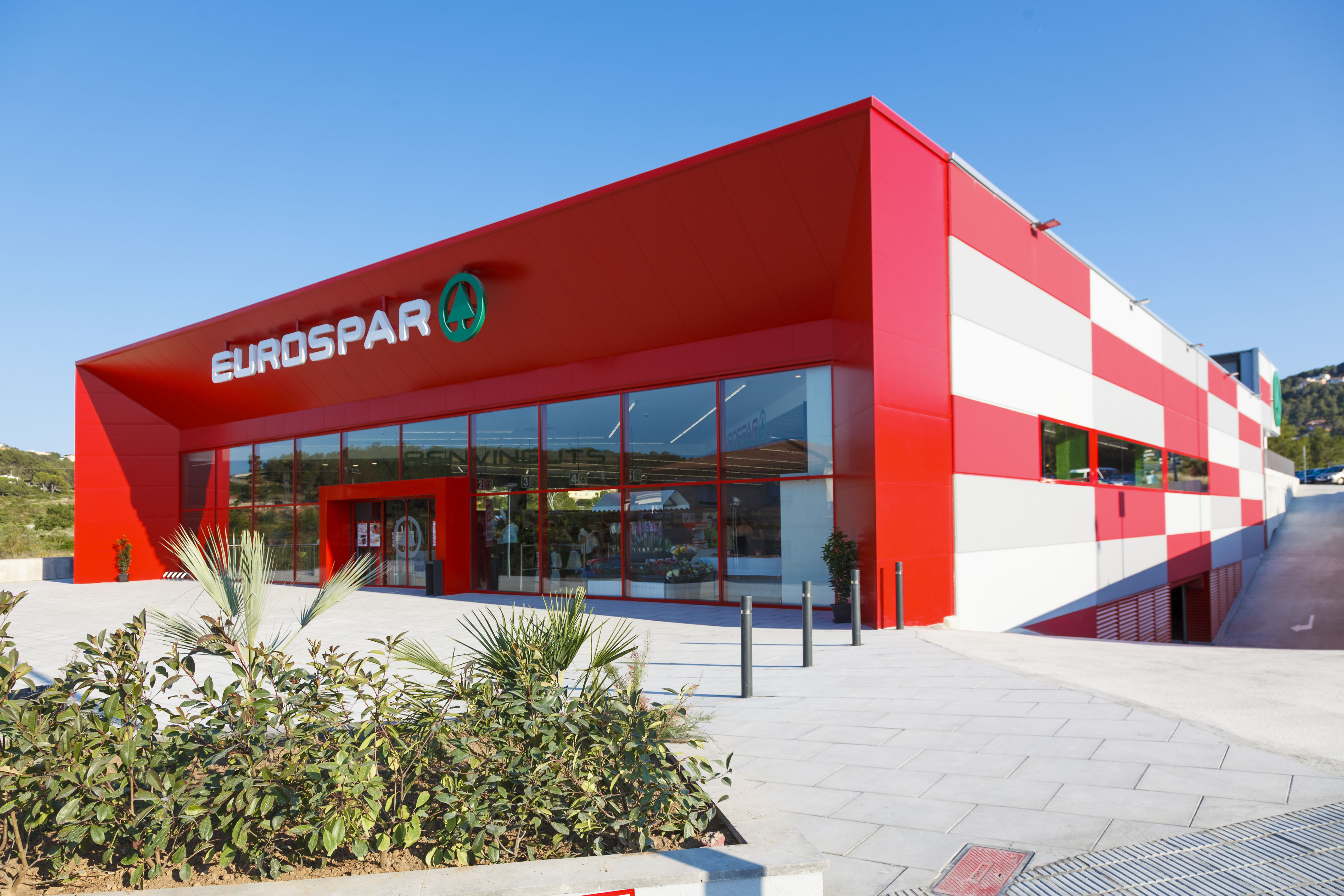
Eurospar-Markt im spanischen Canyelles

Das Angebot in den Eurospar-Märkten umfasst neben dem Sortiment der Spar-Supermärkte ein erweitertes Lebensmittel- und Nichtlebensmittel-Angebot auf einer Verkaufsfläche von 1000 bis 3000 m². In Afrika flaggen die Märkte dieser Größe als Superspar. Weltweit wurden 2021 1.283 Eurospar- und Superspar-Märkte betrieben. 60 % des Umsatzes wurden dabei in Europa erwirtschaftet, gefolgt von Afrika und dem Mittleren Osten mit insgesamt 35 %.

### Interspar

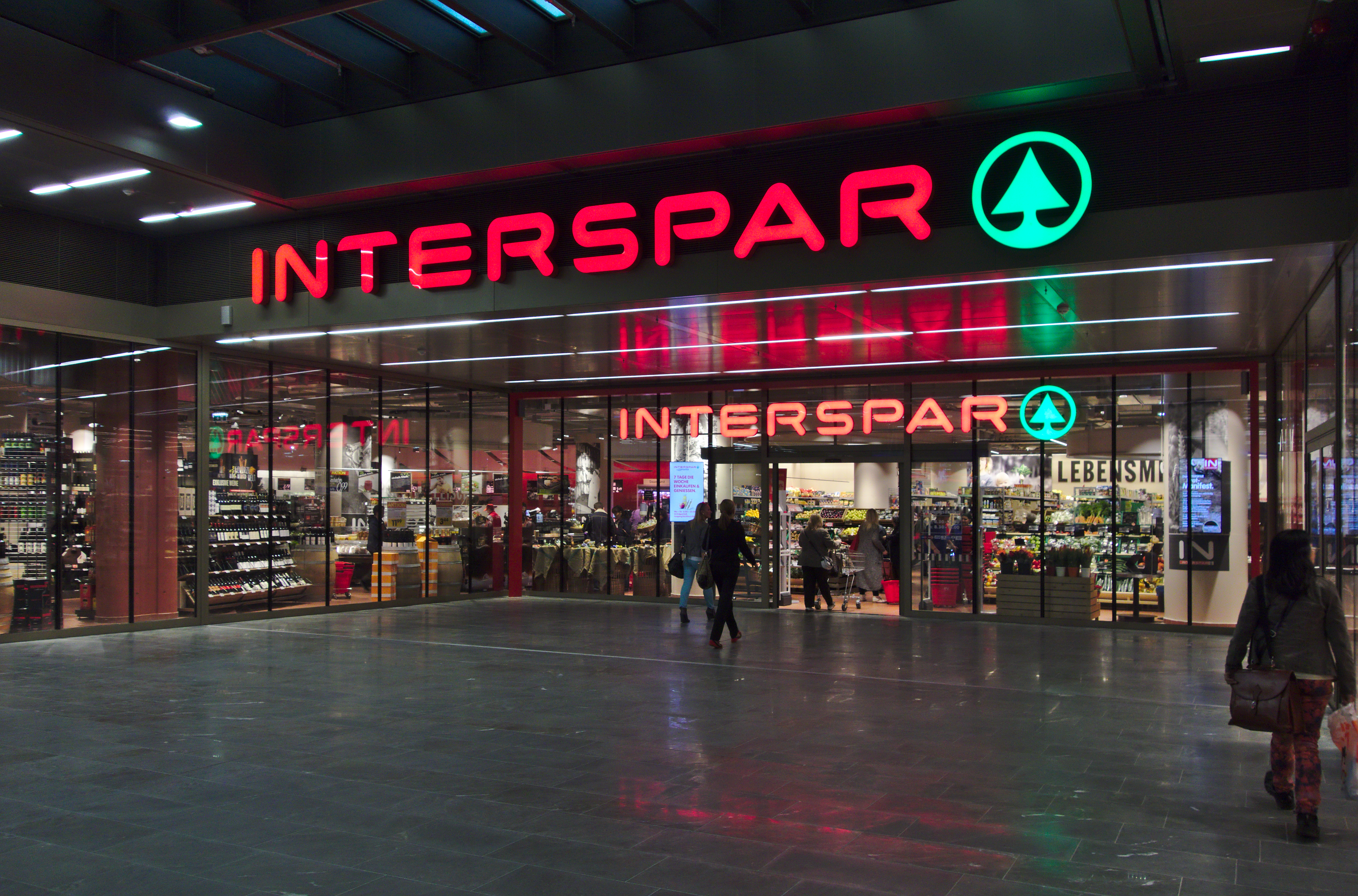
Interspar-Markt am Wiener Hauptbahnhof

Interspar ist der größte Markttyp von Spar. In den als SB-Warenhaus geführten Märkten wird ein Vollsortiment mit ca. 40.000 Artikeln für alle Bereiche des täglichen Lebens auf einer Verkaufsfläche ab 3000 m² angeboten. Nach Angaben von SPAR International gab es in Österreich, Italien, Tschechien, Ungarn, Slowenien, Kroatien, China und Indien 2015 insgesamt 327 Interspar-Märkte. Diese Zahl konnte bis 2021 auf 336 gesteigert werden, 86 % des Umsatzes wurde dabei in Europa erzielt.
Die Interspar-Märkte in Österreich werden von der Interspar GmbH betrieben, die eine 100%ige Tochtergesellschaft von Spar Österreich ist. Einige Interspar-Märkte befinden sich dort in Einkaufszentren, die ebenfalls der Spar-Österreich-Gruppe gehören. Die Immobilienverwaltungsgesellschaft SPAR European Shopping Centers ist hier der führende Entwickler und Betreiber von Shopping Centern in Österreich. Die Interspar-Zentrale für Österreich befindet sich in Salzburg-Taxham, neben dem Einkaufszentrum Europark, das ebenfalls von SPAR European Shopping Centers betrieben wird. Der größte Interspar-Markt Österreichs befindet sich in Wien-Meidling und besitzt eine Fläche von knapp 8000 m². Den österreichischen Interspar-Märkten ist zumeist ein Interspar-Restaurant angegliedert.
Seit 2002 gehört Maximarkt zu Interspar, die Märkte flaggen jedoch weiterhin als Maximarkt. Am Standort Bahnhof Wien Mitte (Landstraße) betreibt die österreichische Spar neben dem Interspar-Hauptmarkt zudem ein Convenience-Store-Konzept namens Interspar Pronto. Einzelne italienische Interspar-Märkte des Unternehmens Maiora Srl flaggen als Iperspar.
In Deutschland wurden alle Interspar-Märkte 1998 von der US-Kette Wal-Mart übernommen. Nachdem Wal-Mart Ende 2006 aufgrund seines Rückzugs aus Deutschland seine Märkte an Real weiterveräußerte, wurden die meisten ehemaligen Interspar-Märkte, bis zur Zerschlagung Reals, als Real-Warenhäuser geführt.

### Spar Express

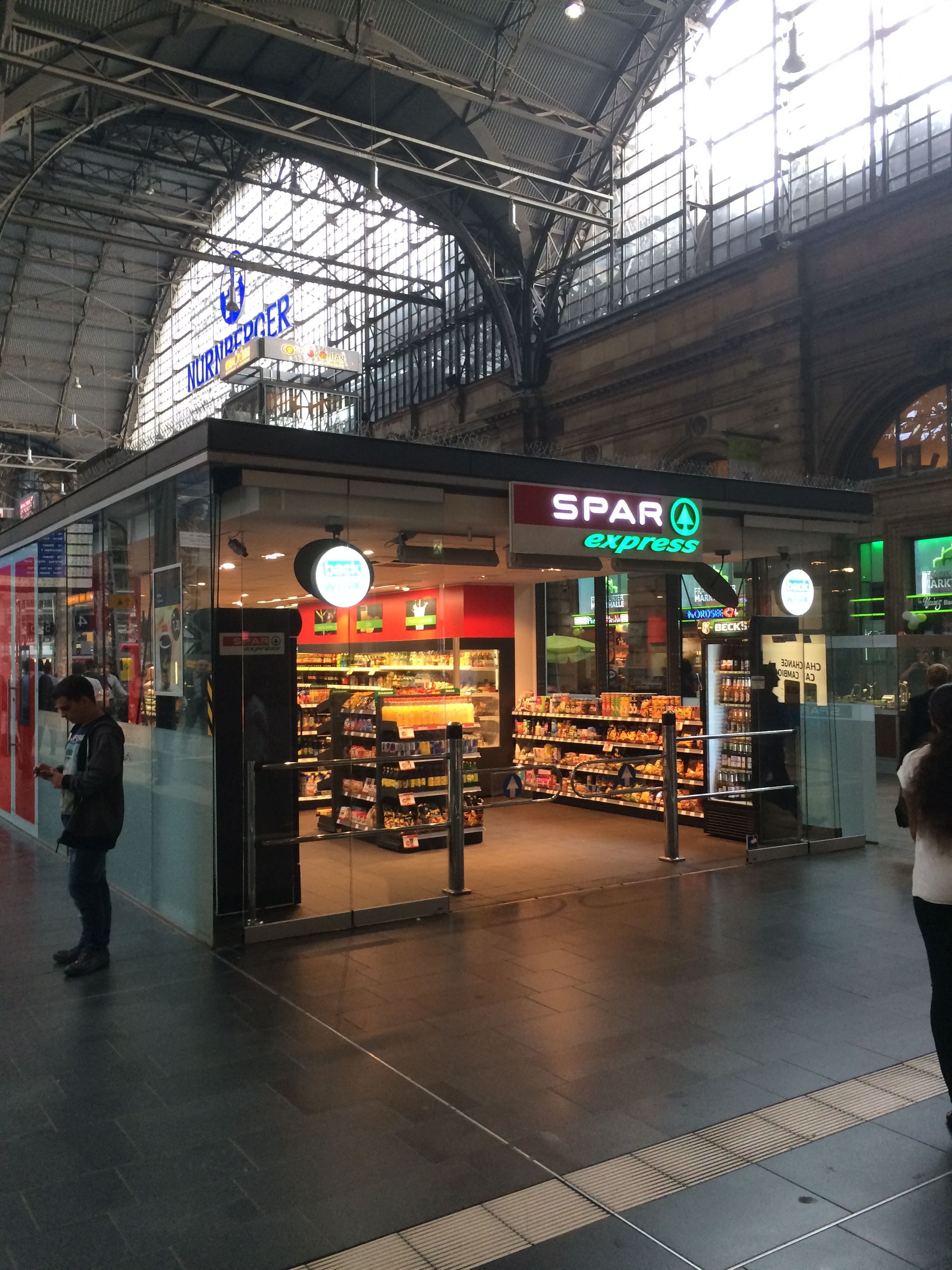
Spar Express-Kiosk im Frankfurter Hauptbahnhof

Spar Express ist ein Ladenformat, das auf einer kleinen Verkaufsfläche (unter 200 m²) insbesondere auf die Bedürfnisse von Reisenden ausgerichtet ist, zumeist an Flughäfen, Bahnhöfen und in Stadtzentren zu finden ist und damit einem Convenience Shop entspricht. Ende 2015 existierten weltweit 1128 Spar-Express-Filialen. Typisch für diesen Markttyp sind die im Vergleich zu den übrigen Markttypen zumeist erweiterten Öffnungszeiten.
In Deutschland, wo Spar Express von Edeka betrieben wird, führen zudem einige Jet-, Esso- und Shell-Tankstellen ihr Shop-Angebot unter dem Namen Spar Express. Damit ist Spar Express das derzeit einzige Spar-Format auf dem deutschen Markt seit der Übernahme durch Edeka 2005, in deren Folge der Name Spar auf dem deutschen Markt weitestgehend verschwand.
In Österreich wird Spar Express in Form von Tankstellenshops oder Bahnhofshops betrieben. Geworben wird dabei mit Supermarktpreisen, diese beziehen sich jedoch lediglich auf Spar-Eigen- und Exklusivmarken, Obst und Gemüse sowie Brot und Gebäck in Bedienung. Die Preise für alle übrigen Produkte sind in der Regel höher als in herkömmlichen Spar-Supermärkten.
In Afrika flaggen solche Märkte unter dem Namen Kwikspar, an ungarischen Orlen-Tankstellen als Despar und in Italien als Despar Express. Der in den 2021 insgesamt 1.577 bestehenden Shops erwirtschaftete Umsatz wurde dabei zu 91 % in Europa erzielt. Am 16. Mai 2023 eröffnete darüber hinaus an einer Eni-Tankstelle in Graz der erste Despar Express in Österreich. Dieser ist, im Gegensatz zu den üblichen Spar Express-Standorten, vor allem auf italienische Lebensmittel ausgerichtet.

### Spar Gourmet

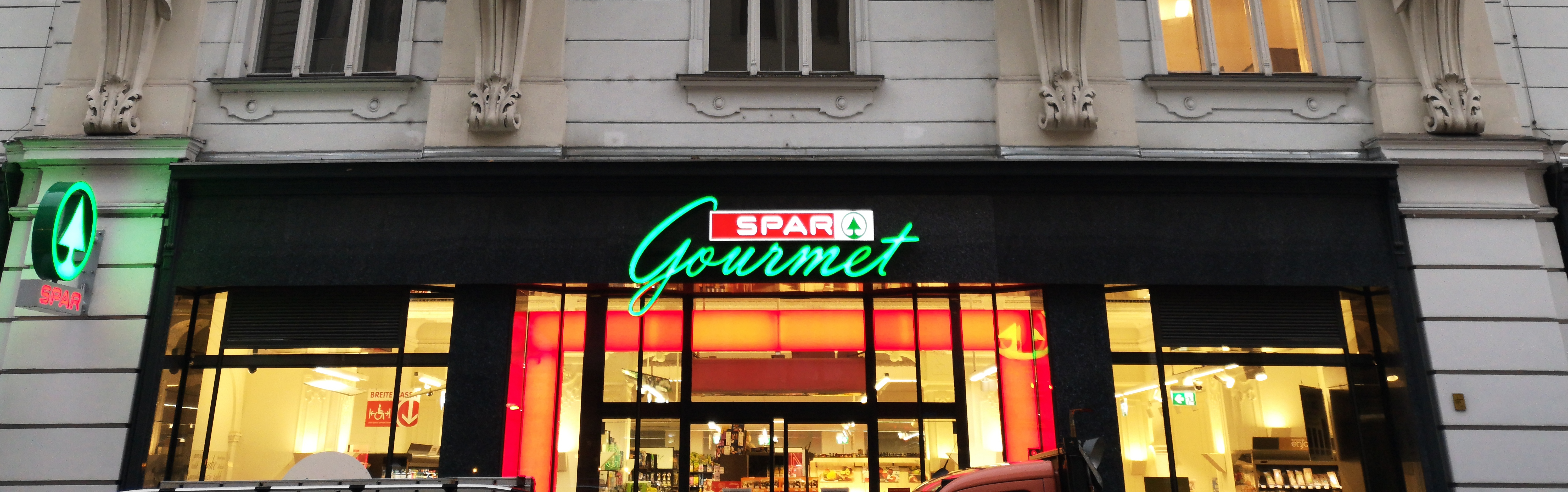
Spar Gourmet mit altem Logo in Wien

Mitte 2000 übernahm Spar Österreich 76 Standorte der Firma Julius Meinl. Diese neuen Standorte wurden in das Spar-Filialsystem integriert. Dabei wurde ein neuer Geschäftstyp – der Spar Gourmet – ins Leben gerufen. Dieser ist auf exklusive Lebensmittel spezialisiert, während Non-Food-Artikel nur eine untergeordnete Rolle spielen. Das Filialnetz ist vor allem auf Wien und Umgebung begrenzt. Am 8. Dezember 2017 eröffnete in Kaliningrad der bisher einzige russische Spar Gourmet-Markt.

### Spar Natural
Diesen Markttyp gibt es nur in Spanien. Die spanische Spar betreibt unter den Namen Spar Natural aktuell (Stand: Mai 2025) drei Biomärkte.

### Weitere Vertriebslinien
In Spanien werden Supermärkte in Innenstadtlagen auch als Spar City bezeichnet, in Ungarn als City Spar. Als Spar Mini flaggen kleine Lebensmittelgeschäfte (150 bis 250 m²) in Polen, die vor allem in Wohnsiedlungen und ländlichen Gebieten zu finden sind. In der Schweiz ist Spar Mini ebenfalls vertreten. Der erste Markt eröffnete dabei am 11. April 2019 in Rapperswil. Als Spar Mini werden in der Schweiz kleine Märkte bis 300 m² bezeichnet, denen keine Tankstelle angeschlossen ist. Außerdem werden in der Schweiz drei automatisierte Verkaufsgeschäfte unter dem Namen Spar Go24 betrieben. In Belgien betreibt der Lizenznehmer Colyrut Märkte, die nicht der Größe eines Spar-Marktes entsprechen (ab 450 m²) als Spar Compact. Im italienischen Sizilien werden Spar-Märkte mit unter auch als Maxisconto geführt.

Logo der italienischen Vertriebslinie Maxisconto

### Ehemalige Vertriebslinien
Durch die Eigenständigkeit der einzelnen nationalen Gesellschaften bestehen bzw. bestanden auch Vertriebslinien, die nur in ausgewählten Ländern vertreten waren. In Dänemark unterschied man auch bei Märkten, die unter der Vertriebslinien Spar flaggten ein weiteres Mal nach der Größe des Marktes bzw. des angebotenen Sortiments. Kleinere Märkte flaggten dabei unter der Vertriebslinie Kwik Spar (Umflaggung auf Min Købmand), mittlere Märkte unter Spar, größere Märkte unter Super Spar (Umflaggung auf Min Købmand bzw. Eurospar). Heute flaggen alle Märkte unter Spar, auch die Vertriebslinie Eurospar wurde in Dänemark zugunsten der Schwestermarke Meny aufgegeben. In Deutschland betrieb die deutsche Spar ab 1976 unter dem Namen Bauspar bis zur Abgabe an Praktiker 1996 32 Baumärkte.

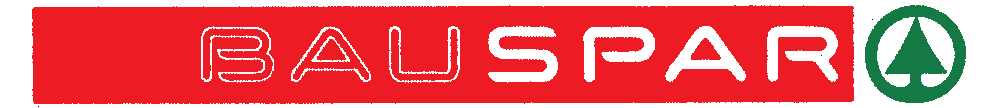
Logo der deutschen Baumarkt-Vertriebslinie Bauspar
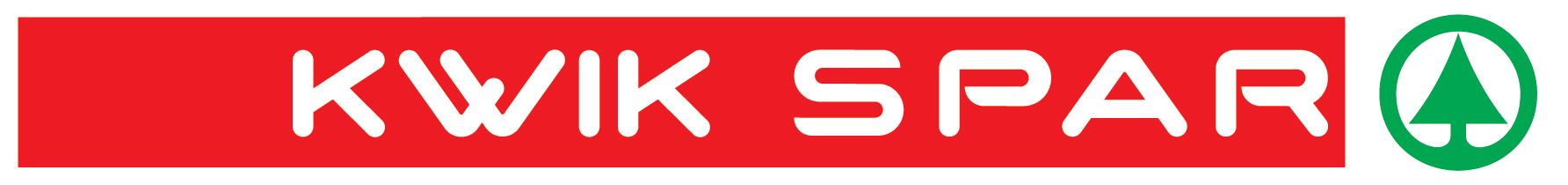
Logo der dänischen Vertriebslinie Kwik Spar
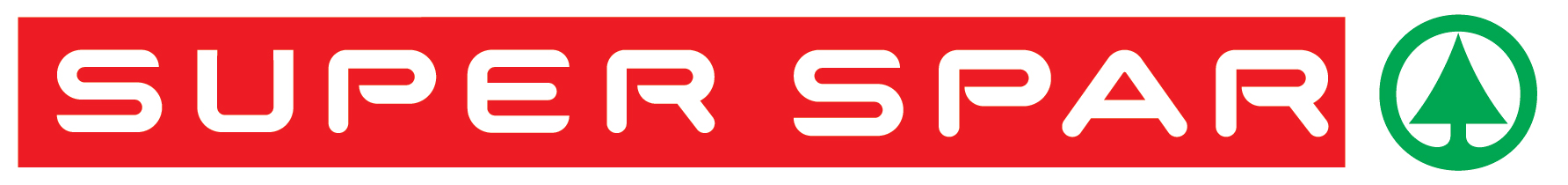
Logo der dänischen Vertriebslinie Super Spar

## Logo

Entwicklung des Spar-Logos

Entsprechend der niederländischen Bedeutung von De Spar (dt. „Die Tanne“) nutzt die Firma eine grüne Tanne im Kreis. Im Laufe der Jahre wurde das Logo immer weiter stilisiert.
Die endgültige Form des heutigen Logos wurde von dem Designer Raymond Loewy 1968 entworfen. Es soll durch Klarheit im Ausdruck und eine zeitlose Form hervorstechen.
Das Markenbild ist aus drei Basiselementen zusammengesetzt:
- ein rotes Band (mit dem Wortbild SPAR)
- gefolgt durch einen grünen Akzent (das Spar-Emblem im grünen Kreis)
- auf weißem Untergrund

Als Basisfarben wurden Rot, Grün und Weiß gewählt, da diese Farben gemäß der Auffassung des Konzerns den Eindruck von Sauberkeit und Frische vermitteln.

## Handelsmarken
Neben Handelsmarken, die lediglich in einzelnen Ländern zu finden, werden auch länderübergreifend die gleichen Marken angeboten. In Österreich und Ländern, in denen die ASPIAG operiert finden sich z. B. Marken wie S-Budget (Preiseinstiegssortiment), Spar Natur*pur (Bio-Lebensmittel) oder Spar enjoy (Convenience-Produkte, Sandwiches). Im Jahr 2021 wurde von der Spar International ein Sortiment mit Preiseinstiegsprodukten unter Spar Nº1, 2018 bereits ein Sortiment mit Bioprodukten unter Spar Natural eingeführt. Beide Handelsmarken werden u. a. in Polen und der Schweiz geführt. In anderen Ländern hingegen werden keine eigenen Marken geführt. In Deutschland übernimmt man das Handelsmarken-Sortiment der EDEKA, in Frankreich das der Groupe Casino.

## Strukturdaten 2021
| Land                         | Umsatz (Tsd. €) | Standorte | Fläche (m²) | durchschnittliche m²/Standort | Eintrittsjahr |
| ---------------------------- | --------------- | --------- | ----------- | ----------------------------- | ------------- |
| Österreich                   | 8.559.886       | 1.519     | 1.230.191   | 810                           | 1954          |
| Südafrika                    | 5.295.235       | 898       | 1.024.278   | 1.141                         | 1963          |
| Italien                      | 3.997.309       | 1.374     | 806.102     | 587                           | 1959          |
| Vereinigtes Königreich       | 3.692.280       | 2.512     | 412.610     | 164                           | 1956          |
| Ungarn                       | 2.431.781       | 614       | 439.153     | 715                           | 1992          |
| Russland                     | 2.133.068       | 439       | 338.130     | 770                           | 2000          |
| Spanien                      | 1.767.955       | 1.269     | 524.206     | 413                           | 1959          |
| Norwegen                     | 1.702.380       | 292       | 191.358     | 655                           | 1984          |
| Irland                       | 1.516.359       | 456       | 118.762     | 260                           | 1963          |
| Volksrepublik China          | 1.383.668       | 330       | 720.000     | 2.182                         | 2004          |
| Belgien                      | 1.241.933       | 317       | 156.195     | 493                           | 1947          |
| Frankreich                   | 1.121.305       | 898       | 244.587     | 272                           | 1955          |
| Slowenien                    | 965.619         | 132       | 176.224     | 1.335                         | 1992          |
| Niederlande                  | 828.717         | 453       | 111.848     | 247                           | 1932          |
| Kroatien                     | 792.607         | 125       | 172.275     | 1.378                         | 2004          |
| Schweiz                      | 613.302         | 251       | 73.575      | 293                           | 1989          |
| Dänemark                     | 607.752         | 135       | 88.243      | 654                           | 1954          |
| Polen                        | 385.348         | 225       | 106.066     | 471                           | 1995          |
| Australien                   | 220.809         | 119       | 35.604      | 299                           | 1994          |
| Botswana                     | 220.174         | 35        | 36.499      | 1.043                         | 2004          |
| Indien                       | 188.846         | 24        | 101.224     | 4.218                         | 2014          |
| Namibia                      | 158.592         | 33        | 34.713      | 1.052                         | 2004          |
| Nigeria                      | 158.024         | 13        | 45.863      | 3.528                         | 2009          |
| Georgien                     | 152.169         | 321       | 40.684      | 127                           | 2014          |
| Vereinigte Arabische Emirate | 116.610         | 21        | 29.421      | 1.401                         | 2011          |
| Portugal                     | 115.102         | 140       | 34.760      | 248                           | 2006          |
| Simbabwe                     | 110.080         | 39        | 28.145      | 722                           | 1969          |
| Mosambik                     | 88.751          | 13        | 22.210      | 1.708                         | 2012          |
| Deutschland                  | 81.889          | 336       | 23.520      | 70                            | 1953          |
| Albanien                     | 74.597          | 66        | 34.078      | 516                           | 2016          |
| Ukraine                      | 58.675          | 76        | 16.218      | 213                           | 2001          |
| Saudi-Arabien                | 52.979          | 11        | 19.008      | 1.728                         | 2016          |
| Katar                        | 47.733          | 4         | 6.396       | 1.599                         | 2015          |
| Griechenland                 | 42.250          | 32        | 15.832      | 495                           | 2018          |
| Oman                         | 31.495          | 23        | 12.531      | 545                           | 2014          |
| Sri Lanka                    | 30.544          | 8         | 6.478       | 810                           | 2017          |
| Aserbaidschan                | 26.104          | 11        | 5.168       | 470                           | 2014          |
| Ghana                        | 25.649          | 14        | 5.012       | 358                           | 2020          |
| Malta                        | 22.950          | 5         | 3.900       | 780                           | 2016          |
| Belarus                      | 22.930          | 6         | 3.517       | 586                           | 2016          |
| Zypern                       | 18.406          | 3         | 2.500       | 833                           | 2017          |
| Kamerun                      | 18.384          | 8         | 4.420       | 553                           | 2014          |
| Malawi                       | 9.864           | 7         | 6.805       | 972                           | 2014          |
| Pakistan                     | 8.180           | 3         | 2.720       | 907                           | 2017          |
| Seychellen                   | 6.180           | 1         | 992         | 992                           | 2015          |
| Kosovo                       | 5.480           | 4         | 2.793       | 698                           | 2019          |
| Sambia                       | 2.358           | 4         | 5.429       | 1.357                         | 2003          |
| Iran                         | 858             | 4         | 894         | 224                           | 2017          |
| Total                        | 41.153.163      | 13.623    | 7.521.137   | 552 (Durchschnitt)            |               |

Quelle: Geschäftsbericht 2021

## Trivia

### Sponsoring

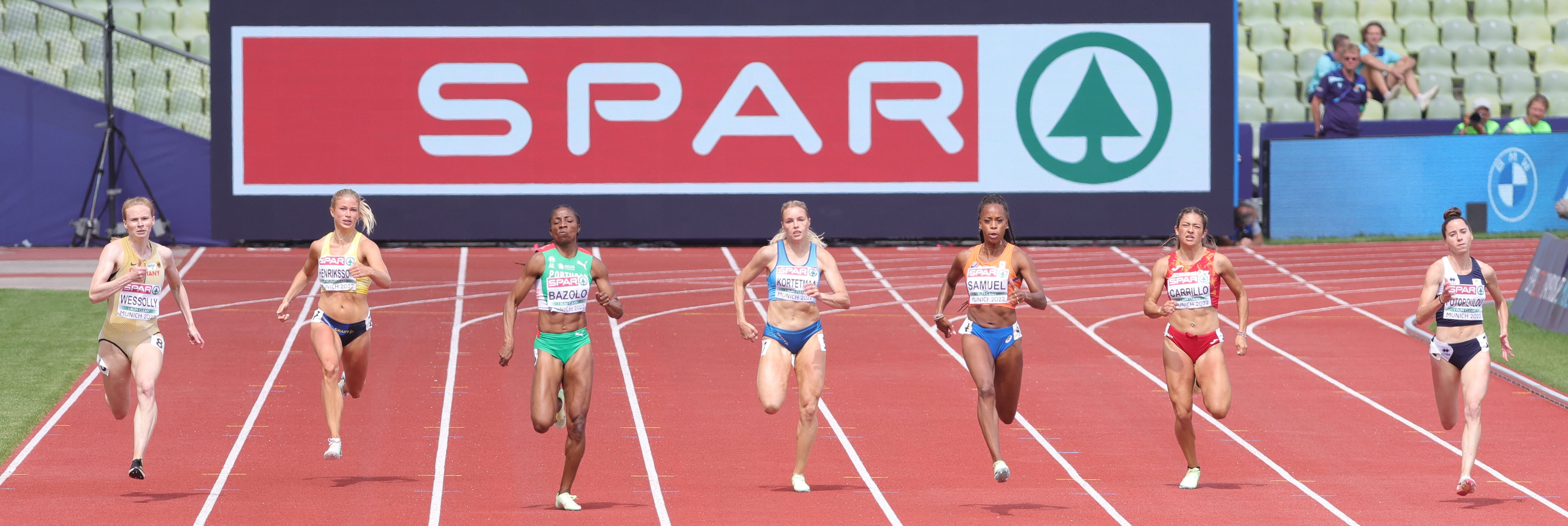
Spar-Werbung auf einem Banner sowie den Trikots bei den Leichtathletik-Europameisterschaften 2022 in München

Seit 1996 tritt Spar International als Hauptsponsor der European Athletic Association auf. Auch Landesgesellschafen unterstützen und sponsern Sportveranstaltung. So ist Spar Ungarn seit 2009 (mit Ausnahme von 2021) Hauptsponsor des Budapest-Marathon.